# پیرانشهر
پیرانشهر یکی از شهرهای منطقه غرب کشور ایران می‌باشد که مرکزیت شهرستان مربوطه از استان آذربایجان غربی را برعهده دارد و در نیمه جنوبی استان مذکور واقع گردیده است. بر اساس تمدن شهرنشینی و نویافته‌هایی از دوره پارینه سنگی، پیرانشهر یکی از قدیمی‌ترین سکونتگاه‌ها و مناطق خاورمیانه است. مردم پیرانشهر کُرد بوده و خود را ایرانی‌الاصیل می‌دانند و ذاتاً به ایران و سرزمین خود کُردستان دلبستگی و تعلق خاطر دارند.
آنچه امروزه پیرانشهر نامیده می‌شود، در قدیمی‌ترین منابعی که نامی از آن رفته «لاهیجان» یا «ملک لاهیجان» ثبت‌شده است (سیستانی؛ ۱۳۷۸ ؛224).
شهر پیرانشهر با فاصله زمینی ۱۱۰ کیلومتری از مرکز استان (ارومیه)، از غرب و جنوب غربی به کوهستان‌های مرتفع ختم می‌گردد. به استثنای این عوارض ارتفاعی، سایر جهات شهر با دشت‌های کم‌عارضه و مسطح ارتباط دارد. این شهر در منطقه کوه‌پایه‌ای واقع شده و آب‌و‌هوای مدیترانه‌ای و بارندگی‌های بهاره دارد. در نوشته‌های تاریخ و جغرافیایی از ۶ کوه، ۴ رود و ۱۱۳ تپه مهم در اطراف آن یاد می‌‌شود. فاصله هوایی پیرانشهر تا تهران ۶۰۵ کیلومتر و فاصله زمینی از طریق جاده مهاباد-تبریز ۷۱۹ کیلومتر است.
پیرانشهر به صورت کنونی شهری است که در قرون اخیر پا به عرصه وجود نهاده است اما در نقطه کنونی پیرانشهر سابقه دراز فرهنگ و تمدن و تاریخ وجود دارد. آثار کشف شده کنونی نشان دهنده وجود مدنیت و فرهنگ و جامعه پویا در این منطقه بوده است و مطمئناً کاوش‌های بیشتر باستان‌شناسی سابقه درازعمر زندگی اجتماعی و تناقضات شهری‌گری را در این نقطه از سرزمین ایران نشان خواهد داد. شهر پیرانشهر به همراه شهرهایی مانند بوکان، زاهدان، اراک، مریوان، ایلام و رشت در زمره شهرهایی قرار دارد که به لحاظ عمرانی و ساختمانی نوبنیاد می‌باشند، اما از نظر اجتماعی، پیرانشهر و سایر شهرهای فوق‌الذکر، ریشه در قرنها تاریخ گذشته داشته و از هزاران سال به اینسو، به عنوان «هازمان‌های شهرآیین» وجود داشته‌اند.
این شهر مانند شهرهای دیگر، افراد مختلف از نواحی دیگر شهرستان و سایر مناطق کردستان و ایران به آن سرازیر شده‌اند؛ بنابراین از یک ساخت اجتماعی واحد و متجانسی برخوردار نیست، مع ذلک، در این شهر غلبه جمعیتی با ایرانیان کُرد است و با توجه به رسمی بودن زبان فارسی در مناطق کُردنشین و دیگر نقاط ایران، همهٔ اهالی شهرستان پیرانشهر بر زبان فارسی مسلط بوده و آن را به منزلهٔ زبان میانجی و زبان بین‌قومی استفاده می‌نمایند. اهالی پیرانشهر که به زبان کُردی تکلم و به زبان فارسی مکاتبه و به زبان عربی دعا و نماز می‌خوانند؛ مشتمل بر چندین ایل و طایفه با منشأهای مختلف می‌باشند که بخش اعظم آنها طوایف آریایی‌تبار و بومی غرب ایران هستند. به‌لحاظ مذهبی‌، اکثریت غالب مردم پیرانشهر، مسلمان و اهل سنت بوده و در انجام آداب و مناسک دینی از فقه شافعی پیروی می‌‌کنند.
با استناد به گزارش مرکز آمار ایران و آمار استخراجی از مردم‌شماری عمومی‌ سال ۱۳۹۵، این شهر با ضریب رشد ۵/۸ درصد، ۹۱٬۵۱۵ نفر جمعیت در قالب ۱۶٬۴۰۷ خانوار را در خود جای‌داده است. با نواحی منضمه، جمعیت آن در حدود ۱۵۰ هزار تن می‌گردد و جمعیت نسبی آن ۱۱۰ نفر بر هکتار می‌باشد. پیرانشهر در سال ۱۳۷۵، یک شهر کم‌جمعیت با کمتر از ۵۰ هزار نفر به شمار می‌‌آمد، اما  تغیرات جمعیتی در دهه‌های بازپسین، پیرانشهر را نخست (در سال ۱۳۸۵) به طبقه شهرهای میانی کوچک (۵۰ تا ۱۰۰ هزار) سوق داد و بر اساس تازه‌ترین تخمین‌ها، در زمره شهرهای میانه بزرگ (۱۰۰ تا ۲۵۰ هزار) و  ششمین شهر استان پس از شهرهای اصلی‌ (ارومیه، خوی، بوکان، مهاباد و میاندوآب) در آورده است. این شهر صد و نهمین شهر بزرگ از میان ۱۵۰۰ مرکز شهری کشور است.
شهرداری در سال ۱۳۳۹ در این شهر تاسیس شده و درجه شهرداری این شهر در سال ۱۳۷۵ شش بوده که به‌ تدریج به درجه هشت در سال ۱۳۹۵ رسیده است. همچنین، شهر لاجان، که از توابع اوست، با یک صعود جهشی از درجه ۲ به درجه ۴ ارتقاء یافته است.

## معرفی اجمالی
پیرانشهر هر چند فاقد نقطه صفر مرزی بوده ولی واقع شدن در نزدیک نوار مرزی، شهر پیرانشهر را در وضعیتی ویژه قرار داده است که همواره مورد توجه دولت‌های مختلف در طول تاریخ بوده است یعنی با توجه به جایگاهی که پیرانشهر در مرز ایران و عراق و نزدیکی به خاک ترکیه داشته، یک موقعیت ژئواستراتژیک ممتاز و در عین حال سختی تلقی می‌شده است و به همین دلیل از دیرباز نیز داری ۳ پادگان پیرانشهر، جلدیان و پسوه و یکی از پایگاه‌های مهم در کشور ایران بوده است.
این شهر در طول تاریخ موقعیت ویژه‌ای داشته است. ضمن آنکه بر مسیر ارتباطی و گذرگاه مرزی آذربایجان با اقلیم کردستان و بین‌النهرین قرار داشته است، پایه‌گذاری این شهر از این ویژگی منبعث است و همین موقعیت سرحدی در طول تاریخ منجر به تداوم و استمرار پیرانشهر شده است.
همان‌طور که از نام قدیمی آنچه امروز به نام پیرانشهر می‌شناسیم، معلوم می‌شود، حکایت از سابقه درخشان و جایگاه مهمی که این منطقه در فرهنگ و تمدن و تجارت و به قول امروزی‌ها ترانزیت داشته است، مشخص می‌شود پیرانشهر، بر سر راه جاده مهم ابریشم، که شرق عالم را به غرب و چین را به اروپا متصل می‌کرد، قرار دارد. نام (خانه) به معنی جایگاهی است که در مسیر کاروان‌ها و رفت و آمدهای فراوان قرار می‌گیرد؛ یعنی این منطقه بارانداز و نیز محل اقامت و عبور و مرور دائم کاروان‌ها و اقوام بوده و سابقه تاریخی آن به شهادت صدها اثر مشخص‌شده باستانی و ده‌ها اثری که احتمالاً هنوز کشف نشده است به بیش از هفت هزار سال قبل می‌رسد.

## وضعیت طبیعی

### جغرافیا (گیتی‌نگاری)

#### موقع ریاضی
پیرانشهر از لحاظ موقعیت مطلق (ریاضی) در جنوب استان آذربایجان باختری و در راستای پهنای جغرافیایی ´´۴۲´۴۱°۳۶ شمالی از نیمگان زمین و در راستای درازای جغرافیایی ´´۴۰´۸°۴۵ خاوری از نیمروز گرینویچ (رصدخانه سلطنتی انگلستان) استقرار یافته است. ارتفاع متوسط آن ۱۴۳۰ متر (۴۶۹۱ فوت) از سطح خلیج فارس است.
أیضًا، با در نظر گرفتن حوزه استحفاظی، این شهر بین طول‌های ۴۵۵۰۷۳ الی ۵۲۸۶۳۲ و بین عرض‌های ۴۰۱۰۶۸۴ الی ۴۰۴۷۲۲۰ در سیستم مختصات متریک یو تی ام (UTM) در زون ۳۸ شمالی واقع شده است.
با توجه به نقشه جغرافیایی و اختلاف ساعت، پیرانشهر حدود ۲۵ دقیقه و ۱۲ ثانیه عقب‌تر از تهران است (یعنی ساعت تهران ۲۵ دقیقه و ۱۲ ثانیه از افق پیرانشهر جلوتر است). این به دلیل آن است که پیرانشهر در غرب تهران قرار دارد و هر درجه طول جغرافیایی معادل ۴ دقیقه اختلاف زمانی است. اما این تفاوت فقط به‌صورت تئوری است و در عمل، هیچ اختلاف ساعت رسمی بین این دو شهر وجود ندارد؛ چرا که کل کشور ایران از یک منطقه زمانی واحد پیروی می‌کند.

#### جایگاه جغرافیایی
شهر پیرانشهر با وسعت قرین ۸۴۴/۴ هکتار، با قرارگیری ۱۴۶۰ متر بلندی از سطح دریاهای آزاد، در غربی‌ترین فرونشست‌های شمال‌غربی ایران (آذربایجان، کُردستان و زنجان)، در محل تلاقی ارتفاعات غربی با دشت (خط کِنیک)، در گستره دشت لاجان-پیرانشهر، به سمت شمال، جنوب و شرق و تا جایی که عوارض طبیعی اجازه می‌دهد، به سمت غرب گسترش یافته است.

#### موقعیت نسبی
شهر پیرانشهر از بُعد موقعیت نسبی در ۵۶۶ کیلومتری غرب شمالی تهران و ۹۵ کیلومتری جنوب ارومیه، سر راه ارومیه به سردشت و بانه، کنار راه مهاباد به اربیل قرار دارد.
تا بوکان ۱۶۱ هزار گز، تا زنجان ۴۰۰ هزار گز، تا دهوک ۲۶۰ هزار گز، تا تبریز ۲۸۶ هزار گز، تا سلیمانیه ۲۳۹ هزار گز، تا سنندج ۳۸۲ هزار گز، تا اربیل ۱۸۵ هزار گز، تا سقز ۱۹۶ هزار گز، تا اردبیل ۴۸۶ هزار گز و تا کرمانشاه و ایلام به‌ترتیب ۵۲۳ و ۶۸۴ هزار گز فاصله دارد.
از پیرانشهر تا دیگر شهرهای ایران مسافت بر این موجب است: خوی، ۴۴ فرسنگ. میانه، ۵۲ فرسنگ. پارس‌آباد، ۱۰۴ فرسنگ. بانه، ۲۴ فرسنگ. مریوان ۵۴ فرسنگ. پاوه، ۷۴ فرسنگ. اسلام‌آباد غرب، ۹۵ فرسنگ. دهلران، ۱۴۶ فرسنگ. بروجرد، ۱۰۷ فرسنگ. خرّم‌آباد، ۱۱۵ فرسنگ. شهر کُرد، ۱۵۸ فرسنگ. گچساران ۲۰۷ فرسنگ. اهواز، ۱۶۹ فرسنگ. شوشتر، ۱۶۵ فرسنگ. بوشهر، ۲۴۰ فرسنگ. قشم، ۳۴۳ فرسنگ. زاهدان، ۳۶۲ فرسنگ. چابهار، ۴۱۶ فرسنگ. جیرفت، ۳۱۴ فرسنگ. میبد، ۲۰۹ فرسنگ. گلپایگان ۱۲۹ فرسنگ. اقلید، ۲۱۰ فرسنگ. شازند، ۱۱۱ فرسنگ. قم، ۱۳۹ فرسنگ. رشت، ۹۸ فرسنگ. بهشهر، ۱۷۴ فرسنگ. گرگان، ۱۸۸ فرسنگ. سمنان، ۱۶۲ فرسنگ. بجنورد ۲۴۶ فرسنگ. بیرجند ۳۰۴ فرسنگ. نهاوند، ۹۷ فرسنگ. قزوین، ۹۵ فرسنگ. فیروزکوه، ۱۴۴ فرسنگ. کرج، ۱۱۴ فرسنگ. مشهد، ۲۷۵ فرسنگ.
آبادی‌های دلاوان، کله‌کین و بن‌دره در شمال‌غرب. کارخانه، شهرک صنعتی و دربکه در شمال‌شرق. قزقاپان، قمطره و تمرچین در غرب. زیوه و کهنه‌لاهیجان در جنوب‌غرب. کاسوره‌ده در جنوب و سه‌گردکان در جنوب‌شرق، در قُرب و جَوار شهر پیرانشهر واقع شده‌اند.
ناحیه مرکزی این شهر از شرق به محله شین‌آباد، از شمال‌شرق به محله قدس، از غرب به محله کهنه‌خانه، از شمال به محله بهشتی و از جنوب‌غرب به محله فرهنگیان محدود شده است.

#### موقعیت سیاسی
حوزه استحفاظی پیرانشهر: حدودش از طرف مشرق منتهی گردد به شهرستان مهاباد، جنوبش محدود شود به شهرستان میرآباد، شمالش متصل شود به شهرستان‌های نقده و اشنویه (مرزهای داخلی) و از سمت مغرب ملحق گردد به مملکت کُردستان (مرز خارجی) که از استقلال داخلی برخوردار است.

### وضعیت توپوگرافی
پیرانشهر در ناحیه‌ای استقرار یافته است که هرچه به سوی غرب پیش رویم، بر بلندی کوه‌های آن افزوده می‌شود. کوه‌های شیخا دار (۳۶۱۱ متر) و حاجی ابراهیم (۳۵۸۹ متر)، قندیل (۳۵۷۰ متر) و سوره دال (۳۰۴‘ ۳ متر)، بزان (۲۲۶‘ ۳ متر) و برزین (۱۵۰‘ ۳ متر) بلندترین کوه‌های این شهرستان به‌شمار می‌روند. از این بلندی‌های برف‌گیر رودهای پرآبی سرچشمه می‌گیرند که مهم‌ترین آن‌ها، زاب کوچک یا کلاس است. این رودخانه که از بلندی‌های اطراف پیرانشهر سرچشمه می‌گیرد، در ابتدا به نام رودخانه لاوین خوانده می‌شود، اما با پیوستن به رودخانه گده در جنوب پیرانشهر، زاب کوچک یا کلاس نام می‌گیرد.

#### شیب شهر
میانگین ارتفاع شهر پیرانشهر از سطح دریا حدود ۱۴۶۰ متر می‌باشد و سمت غرب و جنوب‌غربی شهر به علت وجود کوهستانهای مرتفع، ارتفاع قابل ملاحظه ای نسبت به شهر دارد. کوه‌های مرتفعی چون کوه خضرشرفان از سمت غرب و کوه سرگرده از سمت جنوب غربی این شهر را احاطه کرده‌اند و بدین علت است که حداکثر شیب موجود در شهر (۱۸ درصد به بالا) را می‌توان در اراضی غرب و جنوب غربی پیرانشهر به وضوح مشاهده نمود. هر چه به سمت شرق و شمال شرقی و جنوب شرقی متمایل می‌شویم از شیب اراضی کاسته می‌شود و اراضی در این مناطق کاملاً به صورت دشت در می‌آید. شیب کلی اراضی شهر از سمت شمال غربی به طرف جنوب شرقی است.

### واحدهای هیدرولوژیکی
منابع آب شهرستان پیرانشهر شامل ۳ بخش عمده آبهای سطحی (رودها)، آبهای زیرزمینی (چشمه‌ها، قنات، چاه‌ها) و آبهای راکد (سدها، تالابها، دریاچه‌ها) می‌باشد.

#### آبهای سطحی
پیرانشهر اولین شهر استان به لحاظ برخورداری از آبهای سطحی مانند رودخانه و چشمه می‌باشد.

##### رودخانه زاب کوچک
حوضه آبریز زاب در شمال غرب کشور و در جنوب غربی استان آذربایجان غربی واقع شده است؛ و موقعیت جغرافیایی آن بین ۱۲ درجه، ۳ دقیقه و ۳۳ ثانیه تا ۱۲ درجه، ۲۲ دقیقه و ۱۲ ثانیه عرض شمالی و ۱۷ درجه، ۲۱ دقیقه و ۲۲ ثانیه تا ۱۷ دقیقه، ۱۲ درجه و ۱۲ ثانیه طولی شرقی می‌باشد.
حوزه آبخیز پیرانشهر بخشی از حوزه آبخیز ارومیه است که شبکه زهکشی آن به دریاچه ارومیه متصل می‌گردد.
حوضه آبریز رودخانه زاب و زهکش اصلی آن از ضلع غربی ارتفاعات مابین مهاباد و پیرانشهر مشهور به گردنه میدان سرچشمه گرفته و در آنجا به نام لاوین خوانده می‌شود، سپس به سوی جنوب جریان یافته و در دره‌های عریض، مستقیم و گاه پر پیچ و خم به سوی سردشت رفته و پس از طی ۱۸۰ کیلومتر در خاک ایران، از مرز خارج می‌شود و با نام الزاب الصغیر وارد کشور عراق می‌شود. پس از طی مسیری طولانی به دجله می‌ریزد و پس از طی نمودن ناحیه بغداد، در ناحیه بصره در جنوب عراق به رود فرات می‌پیوندد و با شکل‌گیری رود بزرگ اروندرود در نهایت وارد حوضه آبریز خلیج فارس می‌شود.

##### رودخانه بادین‌آباد
این رودخانه دائمی و پرآب بوده و از آن برای کشاورزی استفاده می‌گردد و در انتهای مسیر به رود زاب می‌ریزد. مسیر آن برای گردشگری بسیار مناسب و زیبا بوده و روزهای تعطیل خانواده‌های زیادی در کناره‌های آن دیده می‌شوند. بخشی از آب این رودخانه برای استخرهای پرورش ماهی قزل آلا به نام مجتمع ۴۰۰ تنی پرورش ماهی بادین آباد منشعب شده است که بخش زیادی از ماهی مصرفی منطقه را تأمین می‌کند.

##### رودخانه دلاوان
رودخانه دلاوان در شمالغرب پیرانشهر واقع است و از کوهستانهای کانی‌خدا به سمت دلاوان سرچشمه می‌گیرد.

##### رودخانه پردانان
این رودخانه زیبا و پرآب در نزدیکی روستای به همین نام و در مرز پیرانشهر با سردشت باشد و دامنه‌های آن اغلب جنگلی بوده و تفرجگاه زیبای پردانان بر روی آن قرار دارد. آب این رودخانه بسیار گوارا و سالم وتمیز بوده و تا به رود زاب می‌ریزد پساب هیچ روستایی بدان وارد نمی‌شود. مجتمع پرورش ماهی قزل آلای بزرگی بر روی آن احداث شده است.

#### آبهای زیرزمینی
آبهای زیرزمینی شهرستان پیرانشهر با حفر چاه‌های عمیق و نیمه عمیق به‌صورت غیرمجاز از حد معقول مورد بهره‌برداری قرار می‌گیرد و این امر سبب کاهش آبهای زیر زمینی شده است. آبهای زیرزمینی منطقهٔ پیرانشهر به لحاظ تقسیمات هیدرولوژی جزو حوزه آبریز زاب می‌باشد.

##### چشمه‌ها
در حوزه آبخیز زاب ۱۴۵ چشمه وجود دارد. چشمه‌های حوزه آبخیز پیرانشهر یکی از منابع مهم تأمین منابع آب شرب و آبیاری اراضی کشاورزی است.

#### آبهای راکد

##### سد سیلوه
سد مخزنی سیلوه در ۱۲ کیلومتری شمال غربی شهرستان پیرانشهر با طول تاج ۷۳۱ متر، ظرفیت حجم تنظیمی ۲۰۳ میلیون متر مکعب با هدف انتقال آب به دریاچه ارومیه، توسعه گردشگری، توسعه اراضی بخش کشاورزی، تأمین آب شرب منطقه به میزان ۱۷ میلیون و ۹۰۰ هزار متر مکعب در سال، اردیبهشت ماه سال ۹۶ به بهره‌برداری رسید.

##### سد کانی سیب
سد مخزنی کانی سیب در ۱۳ کیلومتری جنوب شرقی شهرستان پیرانشهر در مسیر جاده سردشت، با اهداف انتقال آب مازاد رودخانه زاب به دریاچه ارومیه اجرا شده است. حجم مخزن ۲۲۰ میلیون متر مکعب است و این سد بدون اهداف شرب اجرا شده است.

##### سد جلدیان
سد مخزنی جلدیان با طول تاج ۷۳۱ متر از نوع خاکی با هسته رسی است که بر روی رودخانه لاوین احداث شده است. حجم مخزن این سد ۲۰۳ میلیون متر مکعب است که با هدف تأمین بخشی از آب مورد نیاز طرح احیای دریاچه ارومیه، تأمین آب ۴۶۸۰ هکتار از اراضی کشاورزی پیرانشهر، تأمین آب شرب شهرستان پیرانشهر به میزان ۱۷ میلیون مترمکعب در سال احداث شده است. در این طرح ۱۳٫۲ گیگاوات ساعت برق نیز تولید خواهد شد و هزینه کلی اجرای طرح نیز ۴۵۰۰ میلیارد ریال برآورد شده است.

##### سد گرده‌بن
این سد مخزنی در ۲۵ کیلومتری شمال شرق پیرانشهر بر روی رودخانه آویژه رو در موقعیت روستای گرده بن واقع شده است. آورد سالیانه رودخانه از ارتفاعات بین پیرانشهر، مهاباد و سردشت سرچشمه می‌گیرد و به حوضه آبریز زاب می‌ریزد. حجم مخزن ۱۱۰ میلیون متر مکعب است و این سد نیز بدون اهداف شرب اجرا شده و تاکنون به دلیل عدم تأمین اعتبار متوقف شده است.

### اقلیم

#### آب و هوا (پنادشناسی)
آب و هوای شهر در ناحیه شمالی؛ آب و هوای نسبتاً سرد و در نواحی جنوبی معتدل کوهستانی است و دارای فلات‌های مرتفع و خشک و دشتهای حاصلخیز؛ است. پیرانشهر تحت دو عامل بارز خشکی تابستان و سرمای زمستان کوهستان‌ها قرار دارد. بخش وسیعی از شهر در شرایط آب و هوای کوهستانی سرد و مدیترانه‌ای با باران بهاری قرار دارد. آب و هوای پیرانشهر در تجزیه خاک، رویش گیاه، گسترش علف‌زار، شرایط مساعد توسعه دیم‌زار، مناطق و معیشت شبانی و گله‌داری و گسترش جنگل و باغبانی نقشی تعیین‌کننده دارد. میزان بارندگی در پیرانشهر از غرب به شرق کاهش می‌یابد. دلیل این امر وجود دیواره کوهستانی ناحیه است که از نفوذ جریان‌هایی که از غرب به فلات وارد می‌شود جلوگیری می‌کند.

##### بارندگی
منطقهٔ پیرانشهر یکی از بیشینه‌های بارشی در غرب ایران می‌باشد. بر اساس آمارهای هواشناسی استان، میانگین بارندگی سالانه طی یک دوره ۳۰ ساله (۱۳۹۴–۱۳۶۴) در ایستگاه پیرانشهر معادل ۶۶۵ میلی‌متر بوده است.

##### رطوبت نسبی
متوسط رطوبت نسبی سالانه در این شهر ۵۳/۶۸ درصد است که بیشترین میزان این شاخص مربوط به دی‌ماه با ۷۲/۷۳ درصد و کمترین آن با ۳۵/۶۶ درصد مربوط به ماه مرداد است.

##### درجهٔ حرارت
گرمترین دمای آن (در خرداد و مرداد) به °۳۸+ درجه سانتیگراد و سردترین دمای آن (در دی و بهمن) به °۱۶- می‌رسد. متوسط درجه حرارت در این شهر طی یک دوره ۳۰ ساله آماری ۱۲/۴۵ درجه سانتی گراد محاسبه شده است.

##### روزهای یخبندان
تعداد روزهای یخبندان در طول سال در شهر پیرانشهر ۹۶ روز است که از ۱ روز در فروردین‌ماه تا تمام‌روزهای ماه در دی‌ماه نوسان دارد و مجموعاً در ۶ ماه از سال از آبان تا اسفند و فروردین‌ماه پدیده یخبندان در شهر پیرانشهر اتفاق می‌افتد.

##### وزش باد
جهت باد غالب غرب و جنوب‌غرب بوده و بیشترین میزان سرعت باد در بازهٔ ۸/۸ تا ۱۱/۱ و در جهت جنوب غربی واقع است. این سرعت باد، قدرتی در حد تکان دادن شاخه‌های بزرگ دارد و به عنوان باد شدید، نام برده می‌شود.

##### تابش
میانگین تابش روزانه در پیرانشهر، ۵٬۴۲ کیلو وات ساعت بر متر مربع می‌باشد. همچنین میانگین تابش سالانه در این شهر ۱۹۷۸٬۹ کیلو وات ساعت بر متر مربع می‌باشد.

### پوشش گیاهی
منطقه رویشی زاگرس در سلسله جبال زاگرس به طول تقریبی ۱۶۰۰ کیلومتر واقع شده است. پوشش جنگلی آن در شهرستان پیرانشهر شروع و تا حوالی جنگل‌های جنوب شیراز در استان فارس ادامه می‌یابد. انواع گونه‌های بلوط بیشترین سطوح جنگلی این منطقه را به خود اختصاص داده و از ارتفاع ۱۰۰۰ متری تا حدود ۲۳۰۰ متر از سطح دریا گسترش دارند. این جنگل‌ها در ۲۲ کیلومتری جنوب پیرانشهر واقع گردیده است که جاری بودن رودخانه دایمی پردانان که یکی از سرچشمه‌های اصلی رود زاب کوچک است بر زیبائی آن افزوده است. پیرانشهر دومین شهر استان به لحاظ برخورداری از پوشش جنگلی با بیش از ۲۰ هزار هکتار می‌باشد. رودهای دائمی و پرآبی در این حوضه جریان دارد. این حوضه به لحاظ تنوع فون و فلور غنی بوده و یکی از مناظر زیبای استان به حساب می‌آید

### گونه‌های جانوری
شهرستان پیرانشهر دارای اکو سیستم‌های نادر و وضعیت توپوگرافی خاص خود را دارا است. اما در سالهای اخیر به علت استفاده نادرست و مدیریت نا کارامد باعث تغییراتی در حیات وحش منطقه علی‌الخصوص پستانداران بزگ جثه شده است. از گونه‌های جانوری در معرض انقراض: کَل و بُز وحشی، لاک پشت مهمیزدار، خفاش، سیاه گوش، شاهین، هما، هامستر خاکستری، دلیجه کوچک، خرس قهوه ای به ندرت دیده می‌شوند. سمندر (کردستانی)، قوچ و میش از بین رفته‌اند.

#### پستاندارن
بانک بانک، بُز کوهی، گُراز، خارپشت، گورکن، بوتیمار، فسوس، روباه، خرگوش، گرگ، موش، موش خرمایی، خرس.

#### پرندگان
پرندگان در این شهرستان بیشتر خشک‌زی هسند گرچه پرندگان فصلی و گاه دایم، آبی هم مشاهده می‌شود.
انواع پرندگان از قبیل: قرقی، بلبل، پرستو، هدهد، هوبره (بوقلمون وحشی خاکستری)، گنجشک، لک لک، لاشخوره، سار، ره شیشه، دارکوب، ره ش به شه، ره وه وه، زورره، سیرله (گنجشک کاکل دار)، کرکس، غاز وحشی، زاغ سیاه، بوقلمون مرغ مکس خوار، قمری، جغد، که لک (دال بزرگ ماهی خوار) کبک، کور کوره، گوری چن، مرغ ماهی خوار، اردک وحشی و اهل، مراویلکه.

#### آبزیان
وجود رودخانه‌ها و چشمه‌ها و در این اواخر ایجاد سدها در پیرانشهر باعث غنای موجودات آبزی در منطقه شده است. انواع آبزیان از قبیل پولک دار، پیسه ماسی، (ماهی زرد رنگ کوچک سبیل دار)، قاشه (نوعی ماهی سیاه و سفید یا زرد و سفید)، لوته (نوعی ماهی سبیل دار لب پایینی آن به سمت لب بالایی کشیده شده است)، سیاه ماهی، اره ماهی قزال آلای خالدار و سگاو.

## زمین‌شناسی
شهرستان پیراشهر در زونِ سنندج-سیرجان و خوی–مهاباد واقع شده است و بخشهای از زونِ اخیر، افیولیتی شمال باختری و زاگراس و زونِ زاگروس رورانده را شامل می‌شود. این شهرستان از پرتکاپوترین واحدهای زمین ساختی ایران است که باعث شده این زون از نظر فعالیت دگرگونی، بسیار فعال گردد.
قدیمی‌ترین رسوبات مربوط به دوران پرکامبرین بوده و شامل رسوباتی از نوع آمفیبولیت شیت، سنگ‌های با درجه حرارت کم تا متوسط. لازم است ذکر شود که رسوبات این دوران، بیشتر در نواحی شمالی (لاهیجان غربی - بخش لاجان) برونزد داشته و قابل رویت است.

### خاک‌شناسی
تنوع گروه‌های مختلف خاک در محدوده شهرستان پیرانشهر، کم بوده و فقط به سه گروه خاک محدود می‌شود و دلیل آن، گسترش سنگ‌های آهکی است. این نوع بسترکه معمولاً سنگ مادر آن از سنگ‌های آهکی تشکیل شده موجب گشته تا بیشتر اراضی شهرستان پیرانشهر از خاک لیتوسل آهکی پوشیده شود. حدود ۳۰ درصد از اراضی نیز در محدوده ناچیزی از شمال شهرستان را خاک رسوبی شور تشکیل می‌دهد.
گروه‌های مختلف خاک در محدوده شهرستان عبارتند از: ا- لیتسول آهکی ۲-خاک‌های رسوبی بافت ریز ۳-خاک‌های رسوبی شور.

### گسل پیرانشهر
گسل پیرانشهر در جنوب غربی استان آذربایجان غربی واقع شده است که نخستین بار توسط افتخارنژاد (۱۹۷۵) نام‌گذاری شد. این گسل دارای روند شمال‌غربی-جنوب‌شرقی است که مرمرهای ژوراسیک-کرتاسه را در جنوب باختری از آبرفتهای کواترنر در شمال خاوری جدا می‌کند.
با توجه به این که گسل پیرانشهر بخشی از کوهزاد زاگرس می‌باشد، از نظر نو زمین ساختی، زاگرس چین خورده، در اثر حرکت روبه شمال صفحه عربی و برخورد آن با صفحه ایران، در راستای شمال خاوری-جنوب باختری فشرده می‌شود. به همین دلیل، در حال حاضر زاگرس تحت تأثیر دگرشکلی ناشی از حرکات زمین ساختی حاصل از ادامه همگرایی پس از برخورد قاره‌ای عربستان قرار دارد. راندگی اصلی زاگرس از شمال بندرعباس تا ناحیه مریوان، در طول ۱۳۵۰ کیلومتر امتداد دارد. در ناحیه مریوان این گسل وارد خاک عراق می‌شود و سپس به ناحیه سردشت رسیده و از پیرانشهر وارد خاک ترکیه می‌شود. طول گسل پیرانشهر بالغ بر ۱۸۰ کیلومتر است.

#### لرزه‌خیزی
پیرانشهر از نظر زلزله‌خیزی و خطر زلزله در حد متوسط و پایین قرار دارد و تا کنون زلزله‌های که موجب بروز خساراتی در این شهرستان شود به ثبت نرسیده است.
زمین‌لرزه‌های مرتبط به فعالیت گسل اصلی‌ جوان زاگرس:
- زمین‌لرزه‌های ۲۲ جولای و ۱۷ آگوست ۱۹۶۴ میلادی با بزرگای حدود ۵/۵ که سبب تخریب بخش‌هایی‌ از شهر پنجوین (شمال باختری مریوان، در عراق) و کشته شدن ۶ نفر شد.

- زمین‌لرزه ۲۵ اکتبر ۱۹۷۰ با بزرگای ۵ در نزدیکی‌ پیرانشهر که به خسارت دیدن ۱۵۰ خانه و مجروح شدن ۲۰ نفر انجامید.

- زمین‌لرزه ۲۸ نوامبر ۱۹۶۹ با بزرگای ۴ تا ۵ در جنوب پیرانشهر.

## ساختار کالبدی

### نمای شهر
سمت شرقی شهر پیرانشهر دشت گسترده‌ای بوده که زمینه گسترش شهر را در آن فراهم کرده است. راه‌های اصلی ارتباطی برون‌شهری از قسمت‌های شمال و جنوب شهر می‌گذرد. توسعه پیرانشهر به سمت شرق و در مسیر راه‌های اصلی برون‌شهری شمال و جنوب شهر بوده است، این نوع توسعه شهر، به گسترش خطی شهر در امتداد ارتفاعات غربی پایان داده است و گسترش شهر را به مسیر جبهه شرقی هدایت می‌کند و از آنجا که تمامی مراحل توسعه شهر در فضاهای بعدی نیز تکرار گسترش‌های طولی به‌موازات مرحله نخست است، تبعیت از آثار مرحله اول توسعه شهر را در بطن خود دارد.
پیرانشهر شهری با خیابان‌های شمالی - جنوبی خیابان‌های اصلی و خیابان‌های شرقی - غربی در اغلب موارد خیابان‌های فرعی هستند و سیستم غیرمتمرکزی را ایجاد کرده‌اند که دسترسی به همه نقاط شهر را پوشش داده است. شهر دارای مراکز فعالیتی متعددی است که تقریباً در مراکز محلات شهر قرار گرفته‌اند. پیرانشهر شهری با خیابان‌های شمالی - جنوبی و شرقی - غربی از الگوی شهرسازی شطرنجی پیروی کرده است.
محله‌های جدیدالتاسیس در این شهر به‌تبعیت از الگوهای ساخت و ساز شهری، چشم‌انداز نو و متفاوتی نسبت به محلات با بافت معماری سنتی دارند.

### مساحت شهر
مساحت محدوده شهر طبق محاسبات تاره توسعه پیرانشهر حدود ۴۴۶۴۸۱۸ متر مربع می‌باشد و یک نوار کمربند که از شمال غرب شهر شروع شده و با گذر از شرق شهر به جنوب غربی می‌رسد آن را احاطه کرده است ابتدا و انتهای این نوار کمربندی به وسیله ارتفاعات غرب پیرانشهر به هم وصل شده است. طول نوار مذکور حدود ۱۱۵۷۲ متر می‌باشد.

### کاربری اراضی
از میزان مساحت محدوده شهر، ۳۰٬۹۸ درصد آن معادل ۲۶۱٬۵۷ هکتار به کاربری مسکونی، ۲۵٬۹۷ درصد معادل ۲۱۹٬۳۶ هکتار به شبکه معابر، و ۳۱٬۹۱ درصد، معادل ۲۶۹٬۴ هکتار به سطوح غیرشهری و اراضی بایر و متروکه اختصاص یافته است.

### فضای سبز
این شهرستان دارای ۵ پارک است و جمع کل فضاهای سبز این شهرستان ۰۶/۱۰۲ مترمربع می‌باشد و سرانه فضای سبز m23 (متر مربع) برای هر نفر پیش‌بینی شده است.
در سطح شهر پیرانشهر، فضایی معادل ۱۲/۷۷ هکتار در قالب پارک و فضای سبز، رفیوژ خیابان‌ها و سطوح سبز میدان‌ها به این کاربری اختصاص داده شده و سرانهٔ آن در وضع موجود ۱/۹متر مربع و سهم اشغال آن نسبت به سطوح خالص ۲/۴۱ درصد و نسبت به کل محدوده شهر ۱/۷درصد است.
فضای سبز تجهیز شده موجود در پیرانشهر دارای مساحتی معادل ۱۲/۷۷ هکتار هستند و ۲/۴۱ درصد از کل سطوح خالص شهر را شامل می‌شوند. سرانهٔ موجود این کاربری ۱/۹ متر مربع به ازاء هر نفر است.

### بافت فرسوده
بافت فرسودهٔ پیرانشهر محدوده‌ای به وسعت ۱۱۴ هکتار از وسعت این شهر را دربر گرفته است که این محدوده، ۱۷ درصد از کل پیرانشهر را شامل می‌شود.

### تقسیمات کالبدی
بر اساس نقشه نظام تقسیمات کالبدی در وضع موجود، کل گستره شهر پیرانشهر (حد نهایی ساخت و سازها) به ۴ ناحیه از جمله ناحیه ۱ (۶ محله)، ناحیه ۲ (۴ محله)، ناحیه ۳ (۳ محله) و ناحیه ۴ (۲ محله) تقسیم شده و در مجموع متشکل از ۱۵ محله است. ناحیه ۱ با جمعیت ۲۵۰۷۹ نفر دارای بیشترین میزان جمعیت است.

### آسیب‌پذیری محلات شهری با رویکرد پدافند غیرعامل
محدودهٔ شهر پیرانشهر به پنج پهنهٔ آسیب‌پذیر از نظر پدافند غیرعامل تقسیم شده است. بر این اساس، محله‌های قسمت غرب، مرکز و جنوب غرب (محله‌های کهنه‌خانه و گراو و قسمتی محله‌های فرهنگیان یک، قدس، ایثارگران و زرگتن آسیب‌پذیرترین محله‌های شهر هستند). علت این امر وضعیت نامناسب شاخص‌های کالبدی از جمله بافت ارگانیک، بافت ریزدانه و پرتراکم واحدهای مسکونی تمرکز تأسیسات و تجهیزات شهری، هسته اولیه شکل‌گیری شهر و هسته ثانویه شکل‌گیری شهر در این محله‌ها است.
در مقابل محله‌های پارک شهر و قسمتی از محله‌های کوی‌خیام و محمدخان در حال شکل‌گیری در شمال و جنوب و جنوب شرق شهر بر اساس طرح آماده‌سازی ساخته شده است. چنین محله‌هایی به دلیل وضعیت مناسب شاخص‌های کالبدی و وسعت زیاد فضاهای باز در آن از لحاظ آسیب‌پذیری در شرایط بهتری قرار دارند.

## انتظام و انصرام
شهر پیرانشهر از مناطق تابعه استان آذربایجان غربی به‌شمار می‌آید، ازاین‌رو امروزه انتظام و انصرام این شهر در دست مقامات آذربایجان غربی است، با این حال پیوستگی اداری شهر پیرانشهر به استان آذربایجان غربی یک پارادوکس است. به‌طور خودسرانه، یک شهر عمدتاً کُردنشین در استان کردستان نیست، بلکه در استان آذربایجان غربی قرار دارد. مقامات منطقه‌ای، کردستان ایران را بر شهر سنندج در ۲۸۰ کیلومتری جنوب پیرانشهر متمرکز کرده‌اند. حرکت‌های بیمناک افکار محلی، خواستار پیوستن به استان کردستان یا ایجاد استان کردنشین دیگری به نام مکریان شده‌اند که مرکز آن بوکان یا مهاباد بوده است.
طبق برخی منابع موثق، سبب واقعی قراردادن شهرهای کُردنشین در استان آذربایجان، «سهولت اداره مملکت» بوده است. شهرهای کُردنشین این استان در فاصلهٔ نزدیکتری به ارومیه قرار دارند تا سنندج، بنابراین وزارت کشور، در تعیین تعلق شهرها به استان، قائل به ارجحیت عواملی چون قُرب جغرافیایی به مرکز استان بر عوامل قرابت اتنیکی و اشتراک زبانی شهرها بوده است.

## سابقه مدنی (پیشینه شهری‌گری)

### اهمیت باستان‌شناسی
پیرانشهر یکی از مناطق مهم به لحاظ باستان‌شناسی در استان و حتی کشور محسوب می‌شود که طی ۲ سال گذشته، بیش از ۵۰۰ قطعه اشیای مفرغی، سفالی و فلزی (فرهنگی و تاریخی) در سطح این شهرستان شناسایی شده است و به دلیل تعدد و تکثر آثار تاریخی، به بهشت باستان شناسان معروف شده است. ارومیه، تکاب و پیرانشهر به ترتیب بیشترین تعداد آثار ثبت شده استانی را در فهرست آثار ملی به خود اختصاص داده‌اند.
در دشت پیرانشهر به‌عنوان یکی از مهم‌ترین مناطق خاورمیانه در استقرار تمدن‌های پیش از تاریخی و با توجه به همسایگی آن با محوطه‌های شاخصی مانند تپه حسنلو، قلاتگاه و موساسیر، مطالعات و کاوش‌های باستان‌شناسی متعددی انجام شده است و داده‌های فرهنگی ارزشمندی به دست آمده است.
اولین قبایلی که به سرزمین پهناور ایران آمدند، قبیلهٔ پارسوا بودند و در این نقطه از شهرستان پیرانشهر و بخش لاجان (پسوا) سکنی گزیدند یعنی اینجا یکی از قدیمیترین پایگاه‌های تمدن و فرهنگ ایرانی در درازنای تاریخ است. پسوا قریه نسبتاً بزرگی در نزدیکی پیرانشهر است که نام آن به گفته ولادیمیر مینورسکی ایران‌شناس، سکونت‌گاه‌های ایرانیان را از قرن نهم پیش از میلاد به یادگار گذاشته و یادآور «اقوام پارسوا» ذکر شده در گزارش‌های فرمانروای آشوری شلمانسر سوم است. (حکومت ۸۵۸–۸۲۴ پ. م)

### پیرانشهر دارای تاریخ و قدمت ۸ هزار ساله
کاوش‌های باستان‌شناختی در شهرستان پیرانشهر، نشان از استقرار از هزاره پنجم قبل از میلاد، دوران مفرغ و عصر آهن دارد که در این زمینه بیش از دو هزار قطعه سفال این منطقه مستندنگاری شده است.
محوطه تاریخی لاوین در پیرانشهر یکی از آثار تاریخی و مهم شمال غرب کشور است که در حاشیه «رودخانه زاب» قرار گرفته و نشان دهنده وجود استقراری تاریخی از هزاره پنجم پیش از میلاد و دوران مفرغ و عصر آهن است. آخرین بار، استقراری از دوران اسلامی و در زمان زمامداری ایلخانان مغول در این محوطه شکل گرفته و به تدریج متروک شده است.

### کشف تمدن ۸ هزار ساله در «کانی سیو» پیرانشهر
در این کاوش‌ها آثاری از دوران کالکولتیک (فرهنگ دالما)، آثار متنوع عصر مفرغ، سازه‌های عظیم دوران عصر آهن، محوطه‌های متعدد با تاریخ گذاری اشکانی و ساسانی و اسلامی کشف شده که همگی موید وجود شرایط اقلیمی مناسب برای حیات بشر در طول هشت هزار سال گذشته بوده است.
این اشیا جهت نگهداری به موزه ارومیه انتقال داده شد اما در صورت تأسیس موزه در پیرانشهر، این اشیا و سایر اشیا مربوط به شهرستان به این موزه عودت داده می‌شود.

### پیرانشهر به عنوان بخشی از تمدن منائیان
منائیان برای اولین بار در گزارشِ لشکرکشی شلمناصر سوم آشوری به غربِ ایران مربوط به سال ۳۱۳ ق.م. وارد تاریخ شدند. البته منائیان خیلی پیش از این در منطقه حضور داشتند و اقدام به تشکیلِ حکومت کرده بودند. به نظر می‌رسد در اواسطِ هزارة دوم و شروعِ عصر آهن (۹۱۱۲ ق. م) به منطقه وارد شدند و در نهایت طی عصر آهن ۹ حکومت تشکیل دادند و طی عصر آهن ۰ و ۳ به حیات مستقلِ سیاسی خود ادامه دادند.
بسیاری از پژوهشگران، ازجمله دایسون، کاوشگر محوطهٔ باستانی حسنلو، مانّاها را از اقوام حوریزبان می‌دانند که در اوایلِ سدة ۹۱ ق.م. به کمک مردمان هندواروپایی اقدام به برپایی حکومت میتانی کردند و به همین دلیل زبان مانّایی را شاخهای از زبان حوری دانسته‌اند. اسامی ثبت شده در متون آشوری و اورارتویی مهم‌ترین مدارکِ باقی‌مانده از این زبان است و احتمال می‌رود که دارای خطِ مخصوصِ خود بوده‌اند. متأسفانه تنها سند مکتوبِ بهجا مانده از مانّایی‌ها کتیب‌های به خط و زبان آرامی است. مانایی‌ها مهاجرت نکرده‌اند و به همین دلیل ایرانی نیستند؛ بلکه از جمعیتی که متعلق به گروه‌های قومی بومی به ویژه حوری‌ها و کاسی‌ها بودند، تشکیل شده بودند.
قلمرو مانّا از طرفِ شمال و در مسیر کوهِ سهند و بلندی‌های برغوشداغ به اورارتو و از طرفِ غرب در مسیر رشته کوه‌های مرزی ایران و عراق به آشور و ایالت مستقلِ خوبوشکیه که جدیداً در حوالی شهرستان پیرانشهر جایابی شده است و از جنوب به آلی‌پی و از شرق به ایالتهای ماد منتهی می‌شد. نام تعدادی از ایالات مانّایی عبارتاند از: میسی، اوئیشدیش، زیکیرتو، بابیلونی و غیره.

### کمربند مفرغی گرگول علیا، منسوب به فرهنگ و هنر مانّایی
این اثر ارزشمند توسطِ یک فرد در گرگول از توابعِ شهرستان پیرانشهر کشف شد و به ادارة میراثِ فرهنگی و گردشگری پیرانشهر تحویل داده شد. پس از طی تشریفات اداری به گنجینهٔ موزة اورمیه منتقل شد و در حال حاضر با شمارة اموالِ ۹۹۶۹۳ در این گنجینه موجود است.
کمربند گرگول از جنسِ مفرغ است و از دو قسمت بدنه و سگک تشکیل شده است. این کمربند با ۱۳ سانتیمتر طول و ۹۲ سانتیمتر عرض که در قسمت سگک به ۹۱ سانتیمتر می‌رسد و با نقوشِ مختلفِ حیوانات اساطیری و بالدار، گل و گیاه، صحنهٔ نبرد شیر و گاو کوهاندار، سربازان و ملازمان، حیوانات زمینی و نوارهای تزیینی حاشیه ای به شیوه برجسته کاری تزیین شده است. همچنین، در حاشیه‌های این کمربند سوراخ‌های کوچکی به قطر ۱ میلی‌متر و با فاصلهٔ ۱ تا ۶ سانتی‌متر از همدیگر احتمالاً جهت پرچ کردن آن بر روی یک زمینه از جنسِ چرم یا بافته که اکنون نیز بر روی بسیاری از کمربندهای پهلوانی و تزیینی مشاهده می‌شود، تعبیه شده است.

### کتیبه برده مافوره
این کتیبه سنگی بنا به بررسی‌های باستان‌شناسی انجام شده توسط تیم‌های میراث فرهنگی استان آذر بایجان غربی متعلق به هزاره اول پیش از میلاد می‌باشد.
در اطراف این کوه چندین تپهٔ باستانی با تاریخ قبل از اسلام همچنین آثار یک دژ محکم کوهستانی شناسایی شده‌اند که حکایت از تاریخ کهن و پر فراز ونشیب این منطقه دارد. اما به هرحال آنچه مسلم است این است که هنوز با آثار باستان و تاریخی این منطقه به صورت کارشناسانه و علمی برخورد نشده است و شاید اگر روزی این ناحیه را بروی میز جراحی کارشناسان و متخصصان تاریخ ببینیم، گره کور بسیاری از رازها و نهفته‌های تاریخ باستانی منطقه باز شده و به بسیاری از مجهولات تاریخی پاسخ داده شود.
موقعیت عمومی منطقه ای که کتیبه برده مافوره در آن قرار گرفته در حقیقت پایان قسمت اصلی جلگه موزون متشکل از بخش اصلی سرچشمه رودخانه زاب کوچک و نقطه آغاز بخش شمالی کوهستان (له‌ندی ش؟ خان) می‌باشد، جاده کوهستانی مهاباد گردکشانه – پیرانشهر بعد از گذر از شیب تند و پیچ و خم‌های خطرناک و روستاهای کانی باغ و حاجی غلده را طی کرده و درست در میانه این دو روستا با شیب نسبتاً کمتری به روستای لکبن می‌رسد.
منظرهٔ پرهیبت در عین حال بسیار زیبای تنگهی (گلو) از فاصلهٔ یک کیلومتری روستا به‌خوبی هویداست. معبر بسیار تنگ و باریک است و آب زلال آن که به صورت دائمی در جریان است، شکوه دلفریبی به منطقه می‌دهد،
در بخش جنوبی تنگه و در کمرکش کوه در ارتفاع ۵/۳ متری محل کتیبه ای به ابعاد یک متر در دو متر کنده شده که عدم وجود هر گونه نوشته‌ای بر آن حاکی از دو وضعیت است، اول این که آنقدر فرسایش یافته که خطوط به کلی از بین رفته و دوم اینکه قبل از نوشتن آنچه هدف بوده حادثه ای چون، مرگ فرمانروا یا شکست وی در جنگ و نظایر آن موجب گردیده که حکاکی صورت نگیرد، گرچه فرم کند کاری سنگی آن تا اندازه ای شبیه کتیبه‌های دوران ساسانی است، اما با مراجعه به تاریخ اجتماعی منطقه، بعید می‌نماید که کتیبه در چنین دورانی کنده شده باشد، با توجه به وجود نیروهای متعدد نیرومند، مانا و پارسوآ در آغاز هزارهٔ اول قبل از میلاد و چگونگی (اوآلکی)، آخرین فرمانروای مانایی به احتمال بسیار زیاد، کتیبه مذکور یادگار شخصیت نامبرده است و اگر هم از وی نباشد احتمالاً مربوط به یکی از فرمانروایان مانایی در نخستین سده‌های هزارهٔ اول قبل از میلاد است، چون به‌طور قطع و یقین یکی از دروازه‌های طبیعی و صعب العبور دژ مرکزی (قلاتی شای) همین معبر تنگ و باریک گلو بوده، پس محل کتیبهٔ ورودی نیز نمی‌تواند، بی ارتباط با دژ ذکر شده باشد، شاید اگر حتی یک کلمه یا یک حرف از کلمات یا حروف باقی بود، حداقل امکان داشت زمان دقیق آن را مشخص نمود، اما متأسفانه هیچ‌گونه، آثاری از خطوط بر آن باقی نیست و خود نویسنده به دقت تمام و حتی در مواردی با درشت نمای موجود نقاط مختلف سطح کتیبه را بررسی نموده و بالاخره به این نتیجه رسیده که سطح موجود فاقد هرگونه کنده کاری اغوی است، البته، وجود خزه‌ها خود قدمت و دیرینگی وضع موجود را ثابت می‌کند، به هر صورت کتیبهٔ برده مافوره و محل قلاتگاه آن، تاریخی به درازای نخستین تمدن‌های مکتوب منطقه دارد.
کلمهٔ برده مافوره در زبان رایج کردی ترکیبی از دو واژهٔ (برد) به معنای سنگ و (مافوره) به معنای قالی و قالیچه است، با ابعاد مشخص و تعین شده چون نامگذاری آن براساس این کتیبه با ابعاد مشخص و مستطیل شکل بوده، بنابراین وجه تسمیهٔ مناسبی می‌تواند باشد، امید است در آینده پرده از رازهای تاریخ تاریک اینگونه اماکن برداشته شده و چراغی روشن، فرا راه تمدن منطقه باشد.

### تپه‌های تاریخی
تا کنون بیش از ۲۵۰ محدوده تاریخی توسط کارشناسان میراث فرهنگی شهرستان کشف و شناسایی و در لیست آثار ملی ایران ثبت گردیده است که این امر حاکی از تاریخی بودن منطقه و شکل‌گیری و وجود تمدن‌های نیرومند و درخشان قبل از اسلام مانند تمدن ماننا، پارسوا، اورارتو، مادها، زاموا و تمدن اسلامی می‌باشد.
آثار مدنیت و شهرنشینی در منطقه پیرانشهر ریشه در هزاره‌های دوم و سوم و حتی پنجم قبل از میلاد دارد و بررسی آثار سفالی و فلزی و پیکرکها و سکه‌های مکشوفه از وجود تمدنها و فرهنگهای درخشانی چون (اورارتو، زاموا، ماننا، آشور، کوتی، کاسی، هیتی، ماد، هخامنشی، پارتی، ساسانی و دوره‌های متنوع اسلامی) حکایت دارد.
آغاز استقرار در منطقه پیرانشهر به دوره نوسنگی جدید و سپس مس و سنگ قدیم بر می‌گردد. با پایان هزاره ششم و آغاز هزره پنجم ق. م منطقه به‌طور متراکم مورد سکونت جوامع انسانی قرار گرفته است.
تأثیر عوامل محیطی در شکل‌گیری استقرارها در منطقه پیرانشهر حائز اهمیت می‌باشند. محوطه‌های مس و سنگ به‌ترتیب معرف دوره دالما در شماغرب است. مطالعه سنت‌های سفالین مس و سنگ قدیم نشانگر مناسبات فرهنگی با دیگر مناطق شمال‌غرب ایران و زاگرس مرکزی از یک سو و در عصر مس و سنگ جدید نشانگر روابط فرهنگی با شمال بین‌النهرین، مناطق آذربایجان و شرق آناتولی است

### (گنجینه سکه‌های ساسانی پیرانشهر)
در سال ۱۳۸۵ و به دنبال فعالیت‌های خاکبرداری در قصبه کهنه‌لاهیجان (کهنه لاجان) در (شهرستان پیرانشهر)، کوزه ای حاوی سکه‌های نقره ساسانی کشف و یکهزار و ۲۶۷ سکه به اداره میراث فرهنگی پیرانشهر تحویل شد که این گنجینه ارزشمند اکنون در موزه ارومیه نگهداری می‌شود.
تعداد سکه‌ها یکهزار و ۲۶۷ سکه مربوط به پادشاهان دوره ساسانی از جمله خسرو انوشیروان و خسرو پرویز است. همچنین این سکه‌ها بزرگ‌ترین گنجینه سکه خسرو دوم (خسرو پرویز) برای شناخت جغرافیای اداری روزگار ساسانی در جهان تا به امروز به‌شمار می‌رود.

## پس‌منظر تاریخی

### وجوه نام‌گذاری

#### نام لاهیجان
پیرانشهر در بسیاری از منابع قدیمی لاهیجان نام داشت. بنا به نوشته سید حسن تقی زاده، به علت اهمیت نظامی منطقه در جریان جنگ‌های روس و عثمانی، روسها توسط بلژیکی‌های‌ مستخدم ایران در گمرکخانه‌ها که در حقیقت تحت نفوذ روسیه بودند، گمرکخانه‌ای در لاهیجان در جنوب غربی سلدوز و شمال سردشت برپا کردند. قشون عثمانی‌ها نیز از مرزها گذشت و وارد لاهیجان شده و گمرکخانه را با خاک یکسان نمود و این فقره گویا در حدود سال 130 ه . ق بوده است.

#### نام پیرانشهر
نام پیرانشهر اخذشده از ایل پیران است که رؤسای این ایل، نسب خود را به پیران، شخصیت اسطوره‌ای نیکنام تورانی می‌رساندند.
بنا بر آنچه از تاریخ و نوشته‌های محققان بر می‌آید، نام پیرانشهر از پیران، یکی از شخصیت‌های شاهنامه و سپهسالار افراسیاب اخذ شده است. پیران وزیر، سپهسالار، مشاور، فرمانروای ختن و بعد از افراسیاب بزرگ‌ترین شخصیت توران زمین است. نام وی را فیران (طبری) و بیران (ثعالبی) نیز ذکر کرده‌اند.
پیران در میان پهلوانان تورانی، تنها کسی است که از جهت صفات اخلاقی همتراز شخصیت‌های برجسته ایرانی است، زیرا تلاش او همیشه در تفاهم و همدلی ایرانیان و تورانیان در راه صلح بود. او در اغلب نبردهای ایران و توران، در کمال خرد و مردانگی، حضوری فعّال داشت و نمایندة سیاسی و نظامی افراسیاب بود.
حکیم فردوسی، پیران را با اینکه سپهسالار تورانیان است، به خردمندی و دوراندیشی و مداراجویی و پاکدلی و آزادگی و مردانگی و جوانمردی و میهن‌دوستی می‌ستاید.
فردوسی در شاهنامه چنان تصویری از پیران در پیش چشم خواننده می‌نهد که گویی دلیری رستم و کفایت و تدبیر و لشکرآرایی گودرز و خرد و حکمت بزرگمهر را یکجا در وجود خود جمع کرده است.

#### نام خانه
از لحاظِ تاریخی، قدیمی‌ترین نوشته‌ای که به نام «خانه» اشاره می‌کند و احتمالاً منظور از آن، همین شهر پیرانشهر امروزی باشد، کتاب «مُعْجَم البُلْدان» اثر یاقوت حَموی در قرن ۷ هجری است؛ آن گاه که در توصیف بَسْوی به گمان زیاد، روستای پسوه امروزی در بخش لاجان پیرانشهر مینویسد: «بَسْوی، بُلَیْدهٌ فی أوایلِ آذربایجان، بینَ «أشنو» و «مراغَه» قُرْبَ خان خاصْبَک، رأیتُها…: بَسْوی، شهرکی است در ابتدای سرزمین آذربایجان میان «اشنو» و «مراغه» نزدیک خانْ خاصْبک و من آن را دیده ام. همین دیدگاه را حمدالله مستوفی در قرن ۸ هجری بیان میکند و آن را جزوِ ۴ شهرِ تومانِ مراغه اسم میبرد. در زمان ناصر الدین شاه قاجار، محمّدخان صنیع الدوله در کتاب «مرآهٔ البلدان» همان سخنِ یاقوت حموی را دربارهٔ این منطقه تکرار و تأیید میکند.

### روایات تاریخی
منطقه مکریان که پیرانشهر جزئی از آن است در محدودهٔ سرزمینی ماننا قرار داشته است در زمان زمامداری اوللوسونو واقعه مهم در مورد منطقه و ماننا، لشکرکشی هشتم سارگون دوم پادشاه آشور به ماننا و اورارتو بود.
اوللو سونو در نزدیکی پسوه به حضور سارگون رسید و اظهار اطاعت و وابستگی نمود. شاید بهترین مرجع برای این رویداد هزارهٔ اول پیش از میلاد کتاب ادوین رایت، تاریخ آذربایجان است. «وحدت قومی کرد و ماد، چاپ اول ۱۳۸۴ ص ۱۴۴».
بعد از تأسیس اتحادیه مادها و امپراتوری هخامنشی، اشکانی و ساسانی، پیرانشهر بخشی از سرزمین آن‌ها بوده است. با آغاز حملات اعراب مسلمان مردم منطقه پیرانشهر در بر ابر آنان ایستادگی کرده، که وجود گورستان اصحاب صدر اسلام در منطقه همچون چهل شهیدان شاهد این مدعاست.
روایات سامی که در قرآن هم متجلّی شده نام کوتیان و کوه آنان یعنی جودی را در این منطقه و حوالی آن جستجو می‌کرده‌اند. کوهی که اکنون به نام جودی نامیده می‌شود کمی دورتر از این منطقه و در غرب آنجا، در شمال موصل واقع شده است. این کوه اساطیری در اسطورهً بابلی اوتناپیشتیم نیسیر نامیده شده و آشوریان آن را با کوه شیخان یا کندی شیخان در جنوب پیرانشهر مطابق می‌دانسته‌اند
برخی از محققان، نام پسوه امروزی را برگرفته از «پارسوآ» که در اقصای غربی خاک ماد قرار داشته است، می‌دانند. احتمالاً شهر بَسْوی که یاقوت حموی در سدهٔ ۷ق آن را در نزدیکی خان خاصبک و در زمرهٔ شهرهای آذربایجان یاد کرده، و حمدالله مستوفی در سدهٔ ۸ق آن را یکی از ۴ شهرِ تومانِ مراغه برشمرده، همان پسوهٔ امروزی باشد. به گزارش همو بسوی شهری با حقوق دیوانی ۲۵ هزار دینار بوده، و در آن غله و انگور و اندک میوه‌ای به عمل می‌آمده است. ظاهراً خان خاصبکی که یاقوت حموی همان‌جا بسوی را در نزدیکی آن یاد کرده است، همان پیرانشهر امروزی باشد.
در کتاب جغرافیای تاریخی، سرزمین خلافت شرقی به نقل از یاقوت حموی (قرن هفتم هجری قمری) و حمدالله مستوفی از شهر پسوا یاد شده است که در بیست کیلومتری پیرانشهر قرار دارد و از باغستان‌های پرمیوه آن تمجید شده است (لسترج). در اسناد و کتب تاریخی بعد از دوره صفویه، به کرات از جنگ‌ها و منازعات سیاسی نظامی و دست به دست شدن منطقه پیرانشهر با اسم «لاهیجان» که محل اسکان و قلمرو اتحادیه ایلی بلباس است نقل کرده‌اند.
کتاب شرفنامه بدلیسی از دوره صفویه اسم بلباس را ضبط کرده و از آن به عنوان یکی از طوائف روژکی یاد کرده است (بدلیسی). طبق کتاب شرفنامه بدلیسی قدرت و جمعیت بلبس‌ها در حدی بوده است که شاه سلیمان قانونی، پادشاه مقتدر عثمانی توان مقابله با آن‌ها را نداشته و برای تصرف منطقه بدلیس، مجبور به سازش با بلبس‌ها می‌شود (همان). از جمله مهم‌ترین این اسناد می‌توان به کتاب تاریخ عباسی اشاره نمود که در عهد «شاه عباس اول» نگاشته شده است. در این کتاب در ذیل عنوان «اما برخی وقایع در کردستان» به شرح حمله نیروهای اتحادیه ایلی بلباس پرداخته شده و در این کتاب از واژه «بلیان» استفاده شده و بیان کرده که با ریاست یک بیگ به قلعهٔ دم دم ارومیه و تلاش نیروهای قزلباش و حاکم ساوجبلاغ مکری در جهت انتقام‌گیری از آنها می‌پردازد (منجم یزدی).
کتاب مهم دیگر در مورد مسائل و اتفاقات شمال غرب ایران از دوره صفوی به بعد، کتاب تاریخ افشار است. در این کتاب وقایع و منازعات بسیاری که پس از ورود ایل افشار به ناحیه ارومیه و شمال غرب ایران رخ می‌دهد، شرح داده شده است. کتاب تاریخ افشار در موارد متعددی به شرح احوال و جنگ‌های رخ داده در منطقه شهرستان پیرانشهر به اسم منطقه «لاهیجان» و شهری که اتحادیه بلباس در آن سکونت داشته‌اند، پرداخته شده است (ادیب الشعرا).

### زاب صغیر
رود زاب کوچک رودی است که در ناحیه کردستان و شهرستان پیرانشهر جاری است و یونانیان آن را لیکوس می‌گفته‌اند. جنگ ابومسلم و مروان بن محمد آخرین خلیفه اموی در همین منطقه رخ داد و مروان بن محمد بعد از سنگر در زاب با نیروهای عباسی درافتاد و یک نبرد یازده روزه را انجام دادند که مروان شکست خورد.
این جنگ که به جنگ زاب معروف است دولت امویان را خاتمه داد و جنگ زاب نقطه مقابل جنگ قادسیه بود و ایرانیان قدرتی را که درآنجا باخته بودند در اینجا به‌دست آوردند و در این نبرد دسته دیگر از سپاهیان عباسیان به فرماندهی ابوعون بر سپاهیان مروان پیروز شدند.
در منابع مکتوب و اسناد تاریخی دوران اسلامی، جغرافی‌دانان و سیاحان به صورت متعدد از رودخانه زاب کوچک و محل قرارگیری آن به عنوان سرشاخه‌های رودخانه فرات یاد کرده‌اند. از جمله این جغرافی‌دانان «ابن خردادبه» (قرن سوم هجری‌قمری) در کتاب المسالک و الممالک و «ابن رسته» (قرن سوم هجری‌قمری) در کتاب العلاق نفیسه است. مؤلف اشکال العالم بدون آنکه در متن به زاب اشاره کند، در کروکی ترسیمی خود تحت عنوان جزیره، رود زاب کوچک را به صورت خطی ترسیم نموده است. «ابن حوقل» (قرن چهارم هجری قمری) ضمن آوردن اسمهای شهرزور و سهرودار، اسم زاب کوچک را مطرح می‌کند. «یاقوت حموی» در معجم البلدان در باب زاب کوچک توضیحاتی آمده است (حموی بغدادی). «حمدالله مستوفی» آورده است: باب دهم ذکر بقاع کردستان و آن شانزده ولایت است و حدودش به ولایت عراق عرب و خوزستان و عراق عجم و آذربایجان و دیاربکر پیوسته است. خفتیان قلعه‌ای است محکم و بر کنار آب زاب و چند پاره دیه است (مستوفی). صاحب تقویم البلدان (قرن هفتم هجری قمری) در ذیل سخنی از رودها آورده است: زاب اصغر، سرچشمه آن کوه‌های شهرزور است میان اربیل و دقوقا جاری است و دجله می‌ریزد (ابوالفدا).

### وقایع تاریخی
از رویدادهای مهم منطقه پیرانشهر در دهه‌های اخیر، اشغال آن در جنگ جهانی اول، توسط نیروهای عثمانی است. عثمانی‌ها با تحریک عشایر کرد منطقه پیرانشهر ضد حکومت مرکزی، به تثبیت وضع خود پرداختند، اما با شکست نیروهای متحدین در جنگ، عثمانی‌ها به ناچار پیرانشهر و دیگر مناطق اشغالی ایران را تخلیه کردند. همچنین استقرار واحدهایی از لشکر ارومیه در پیرانشهر پس از شهریور ۱۳۲۰ در جریان هجوم ارتش شوروی به ایران بود.

#### جنگ ایران-عراق
این شهر به دلیل همجواری با کشور عراق و نیز به دلیل بزرگی و جمعیت نسبتاً زیاد (بیش از یک‌صد هزار نفر)، در طول دفاع مقدس مورد توجه دو طرف مناقشه یعنی ایران و عراق قرار داشت. کمااینکه منطقه عمومی این شهر، در جنگ تحمیلی شاهد انجام عملیاتی، چون والفجر ۲، کربلای ۷، نصر ۹ و کربلای ۲ بود. به علت اهمیتی که پیرانشهر در جبهه شمالغرب داشت، در طول دفاع مقدس پادگان این شهر به عنوان مرکز کنترل کلیه عملیات‌های منظم و نامنظم آذربایجان‌غربی با استقرار قرارگاه اصلی فرماندهی لشکر در پادگان پیرانشهر و قرارگاه تاکتیکی در ارتفاعات موجود در منطقه عملاً در طرح‌ریزی و نظارت بر اجرای کلیه عملیات‌ها بود. همین موضوع باعث می‌شد تا دشمن از همان ماه‌های اول شروع جنگ تا پایان دفاع مقدس، بارها و بارها پیرانشهر را مورد حمله هوایی و توپخانه‌ای خود قرار دهد.
موقعیت پیرانشهر در استان آذربایجان‌غربی و در کل خطه کردستانات، نظیر موقعیتی بود که شهر دزفول در استان خوزستان داشت. بر همین اساس از سال ۱۳۵۹ یعنی از همان سال شروع جنگ، پیرانشهر مورد حمله هوایی دشمن قرار گرفت. در شهریور ۵۹ که جنگ شروع شد، عراق چند بار پیرانشهر را مورد حمله هوایی قرار داد، اما در حمله یگان‌های زمینی این کشور به خاک کشورمان، پیرانشهر مورد هجوم مستقیم نیروهای نظامی دشمن قرار نگرفت. در بین سال‌های ۱۳۶۰ تا ۱۳۶۷ که جنگ تحمیلی به اتمام رسید، پیرانشهر ۶۵ بار هدف حملات هواپیماهای عراق قرار گرفت و بارها توپخانه‌های ارتش بعث نقاط مسکونی این شهر را مورد هدف قرار دادند. در جریان این حملات ۶۶۳ نفر از اهالی این شهر شهید و ۳۹۴ نفر نیز مجروح شدند. همچنین منطقه عمومی پیرانشهر در تابستان سال ۶۲ مقارن با عملیات والفجر ۲ مورد هجوم بمب‌های شیمیایی دشمن قرار گرفت. بین تیرماه تا پایان پاییز ۱۳۶۲ منطقه پیرانشهر چند بار توسط توپخانه دشمن مورد حمله شیمیایی قرار گرفت که این حملات تا چهارم آذر ۱۳۶۲ ادامه پیدا کرد.
۱۷ اسفند ۱۳۶۳، ۹ فروند جنگنده بعثی به شهر مرزی پیرانشهر حمله کردند و با مورد اصابت قرار دادن ۵۰ نقطه مسکونی این شهر، ۹۰ نفر از مردم غیرنظامی را به شهادت رساندند و همین تعداد را نیز مجروح کردند. واقعه ۱۷ اسفند ۱۳۶۳ پیرانشهر یکی از بزرگ‌ترین فجایعی است که جنگنده‌های بعثی در طول دفاع مقدس و در جریان بمباران مناطق غیرنظامی کشورمان رقم زده‌اند. از همین رو ۱۷ اسفند در دیباچه دفاع مقدس به عنوان روز مقاومت و ایثار مردم پیرانشهر نامگذاری شده است.

## ویژگی‌‌های جمعیت‌نگاشتی (جمعیت‌نِگاشت)

### اهلیت‌نام
یک شخص اهل پیرانشهر را «پیرانشهری» می گویند. در مورد حومه ابهام وجود دارد - برخی از ساکنان توابع، خود را به شهر مرکزی وابسته می‌‌دانند و خود را به عنوان «پیرانشهری» شناسایی می‌‌کنند، در حالی که برخی دیگر به ندرت با شهر مرکزی سروکار دارند یا از آن بازدید می کنند.

### تعداد جمعیت
بر وفق سرشماری نفوس و مسکن سال ٬۱۳۹۵ جمعیت شهر پیرانشهر برابر با ۹۱٬۵۱۵ نفر بوده است. ناحیه ۱ با جمعیت ۲۵۰۷۹ نفر دارای بیشترین میزان جمعیت است.

#### جمعیت شناور
جمعیت شناور شهر پیرانشهر به دلیل موقعیت مرزی و تجاری این شهر، شامل افرادی است که به صورت موقت برای انجام فعالیت‌های تجاری، خرید و فروش، یا کار در بازارچه‌های مرزی به پیرانشهر می‌آیند. همچنین گردشگران و مسافران نیز بخش دیگری از این جمعیت را تشکیل می‌دهند. این جمعیت متغیر تأثیر زیادی بر خدمات شهری، حمل و نقل و اقتصاد محلی دارد.
همچنین جمعیت شناور پیرانشهر شامل افرادی از روستاهای اطراف است که برای انجام امور روزمره مانند خرید، کار، تحصیل و دسترسی به خدمات درمانی به شهر می‌آیند. این افراد اغلب به‌طور موقت در شهر حضور دارند و پس از انجام کارهای خود به روستاهایشان بازمی‌گردند. این جریان جمعیتی در ساعات مشخصی از روز باعث افزایش تراکم جمعیت شهری می‌شود.

#### جمعیت پنهان
با ایجاد سدهای سیلوه، کانی سیب و گرده بن و زیر آب رفتن روستاهایی چون سیلوه، حمزه آباد سفلی و علیا، گرده بن و سوغانلو و رفتن مردمان این روستاها به شهر پیرانشهر، به نظر می‌رسد آمار جمعیت شهری بالاتر از این باشد که در سرشماری جمعیت در سالهای آتی این موضوع مشخص خواهد شد.

#### مقارنه بین‌شهری
شهر پیرانشهر از شهرهایی مانند اسلام‌آباد غرب، بناب، الیگودرز، میبد، نهاوند، رامهرمز، خمین، گلپایگان، اسدآباد، کنگاور و فومن بزرگتر و پرجمعیت‌تر است.
پارس‌آباد، پیرانشهر، مشگین‌شهر، سلماس، اهر و میانه ۶ شهری هستند که با تحولات جمعیتی بعد از سرشماری ۲۰۱۶ به جمع شهرهای بزرگ بالای ۱۰۰ هزار نفر در منطقه آذربایجان پیوسته‌اند.

### رشد جمعیت
شهر پیرانشهر بر اساس احصائیه نفوس سال ۱۳۴۵ دارای ۴۸۴۸ نفر جمعیت بوده که با نرخ رشد ۸/۱ به ۱۰۵۷۲ نفر در سال ۱۳۵۵ افزایش یافته است. بررسی نرخ رشد جمعیت طی سال‌های مختلف ۹۰–۱۳۴۵ نشان می‌دهد این شهر همواره دارای رشد جمعیت مثبت بوده است. همچنین طی سال‌های ۹۵–۱۳۶۵ بیشترین نرخ رشد جمعیتی را تجربه کرده است.

#### متوسط رشد سالیانه
سیر تحول جمعیت شهر پیرانشهر در گذر زمان همواره سریع‌تر از سایر نقاط شهری استان بوده است. پیرانشهر با میانگین رشد ۵/۸ درصدی بیشترین رشد جمعیت در سطح استان را دارا است. همچنین مطابق سرشماری ۱۳۹۵، پیرانشهر یکی از پنج شهر کل کشور بوده که بالاترین نرخ رشد جمعیت را به خود اختصاص داده است. 
پیش‌بینی می‌شود روند افزایش جمعیت این شهر با توجه به ظرفیت‌های این شهرستان ادامه داشته باشد و همچنین پیش‌بینی می‌شود که شهر پیرانشهر در آینده به پرجمعیت‌ترین شهر جنوب استان تبدیل گردد. اگر نرخ رشد جمعیت در شهر پیرانشهر بر همین منوال باشد در سال ۱۴۰۵ جمعیتی بالای ۱۵۰٬۰۰۰ نفر خواهد داشت.

### ساختار جنسیتی
بر اساس سرشماری عمومی نفوس و مسکن سال ۱۳۹۵، از ۹۱٬۵۱۵ جمعیت شهر پیرانشهر تعداد ۴۵٬۹۷۹ نفر (۵۰/۲۴ درصد) مرد و ۴۵٬۵۳۶ نفر (۴۹/۷۶ درصد) زن بوده‌اند.

### نسبت جنسیتی
نسبت جنسی این شهر ۱۰۰٫۹۷ است. به عبارت دیگر، به ازای هر ۱۰۰ زن، حدود ۱۰۱ مرد در این شهر زندگی می‌کنند. در مقایسه با کل کشور، نسبت مردان در پیرانشهر ۵۱/۱۳ درصد است ولی در کل کشور معادل ۵۰/۸۷ درصد است.

### توزیع سنی
به لحاظ توزیع سنی ۳۰٬۳۵۳ نفر در گروه سنی ۹–۰ سال، ۲۳٬۳۲۲ نفر در گروه ۱۹–۱۰ سال، ۲۷٬۸۹۱ نفر در گروه ۲۹–۲۰ سال، ۲۴٬۹۸۷ در گروه ۳۹–۳۰ سال، ۱۴٬۹۲۶ نفر در گروه ۴۹–۴۰ سال، ۹٬۲۰۱ نفر در گروه ۵۹–۵۰ سال، ۴٬۳۷۶ نفر در گروه ۶۹–۶۰ سال، ۲٬۱۷۴ نفر در گروه ۷۹–۷۰ سال، ۱٬۳۸۲ نفر در گروه ۸۹–۸۰ سال و ۲۵۲ نفر در گروه بالای ۹۰ سال قرار دارند.
از نظر گروه‌های سنی ۳۰٬۸ درصد در گروه بین ۱۴–۰ ساله و ۶۵٬۲ درصد در گروه بین ۶۴–۱۵ ساله و ۴ درصد در گروه ۶۵ ساله به بالا قرار دارند.

### تعداد خانوار
بر مبنای واپسین مردم‌شماری که در سال ۱۳۹۵ صورت گرفته، تعداد کل خانوارهای شهر پیرانشهر ۱۶٬۴۰۷ بوده است.

### بُعد خانوار
از نظر بُعد خانوار در مراکز شهرستان بیستگانه استان، پیرانشهر با ۳٬۹ و میاندوآب با ۳٬۳ نفر در رده اول و دوم قرار دارند.

### تراکم خانوار
شاخص تراکم خانوار بر واحد مسکونی برای کل پیرانشهر ۱/۲۱ می‌باشد.

### تراکم جمعیت
متوسط تراکم جمعیتی در شهر برابر ۹۷ نفر در هکتار است که در این بین بیشترین آن در محلهٔ کهنه‌خانه واقع در جنوب غرب شهر و در جنوب بلوار ساحلی (۱۶۳ نفر در هکتار) و کمترین آن ۹ نفر در هکتار در محله شین‌آباد مشاهده می‌گردد که علت آن وجود اراضی خالی نسبتاً وسیع در محله است.

### سواد و آموزش
بر اساس آمار منتشره سال ۱۳۹۵، نرخ باسوادی جمعیت ۶ ساله و بیش‌تر براساس نتایج این سرشماری در پیرانشهر ۷۹٬۷ و در کل کشور ۸۷/۶ درصد بوده است.

### سواد دانش‌ورانه
تا چند دهه پیش در شهرهایی مانند پیرانشهر و نقده تعداد کمی بودند که لیسانس داشتند و تحصیل کرده بودند اما الان همه تحصیل کرده‌اند و در همه شرایط اصلاً قابل مقایسه با آن زمان نیست.

### نرخ مشارکت اقتصادی و نرخ بیکاری
نرخ مشارکت اقتصادی و نرخ بیکاری در پیرانشهر بترتیب حدود ۴۱٬۷ و ۱۴٬۳ درصد بوده است.

### شهرنشینی
حدود ۶۹ درصد مردم معادل ۹۵٬۷۱۶ در شهرها زندگی می‌کنند (دو شهر پیرانشهر و لاجان) و حدود ۳۱ درصد معادل ۴۳٬۱۴۸ در روستاها ساکن می‌باشند. این خود بیانگر افزایش شهرنشینی در این شهرستان می‌باشد.

### جمعیت غیرساکن
در این شهر ۰ خانوار به صورت غیرساکن می‌باشد.

### اشتغال
به لحاظ اشتغال پس از مشاغل خدماتی اداری و کشاورزی بیشتر مردم شهر پیرانشهر در بازارچه مرزی حاج عمران و همچنین بازارچه فروش اجناس خارجی که در شهر واقع شده است مشغول به کار هستند.

### مهاجرت
طی دوره ۹۰–۱۳۸۵، ۴۷۴۰ نفر در داخل شهرستان جابجا شده‌اند. ۵۸۴۳ نفر از دیگر نقاط کشور به شهر پیرانشهر یا دیگر نقاط شهرستان مهاجرت کرده‌اند و ۵۴ نفر از خارج کشور به شهر یا دیگر نقاط شهرستان وارد شده‌اند. مبدأ مهاجرت ۴۲۱ نفر از مهاجران وارد شده اظهار نشده بوده است. بر اساس همین آمار ۴۷۷۵ نفر از شهر یا دیگر نقاط شهرستان خارج شده‌اند. تعداد خالص مهاجران ۱۰۶۸ نفر بوده است.
در استان آذربایجان غربی، تنها شهر پیرانشهر و شهرهای ارومیه، خوی، میاندوآب و بوکان هستند که دارای خالص مهاجرتی مثبت بوده و شهرهای مهاجرپذیر به‌شمار می‌روند.

### حاشیه‌نشینی
جمعیتی که در بافت فرسوده این شهر سکونت دارند، معادل ۲۱۳۷۴ نفر می‌باشد که در مقایسه با جمعیت کل ۳۶/۷۳ درصد را شامل می‌شود.

### وضعیت مسکن
بر اساس سرشماری صورت‌گرفته در سال ۱۳۹۵، وضعیت مسکن در شهر پیرانشهر ۵۸ درصد جمعیت به صورت تملکی و حدود ۴۲ درصد به صورت رهن یا استیجاری بوده است.

## ویژگی‌های چپیره‌شناختی

### شناخت اجمالی از مشخصات اجتماعی
کُردان از نظر تعداد در شمار مهم‌ترین اتنیک‌های ایران به‌شمار می‌روند شامل اقوامی معتبر مانند جلالی، حیدرانلو، شکاک، بیگزاده، زرزا، هرکی، مکری، منگور، دهبکری، فیض ا… بیگی، ملکاری، بریاجی، گورک، سوسنی، پیران، مامش، تیله کویی، اردلان، کماسی، کمانگر، گلباغی، چرداولی، کبودوند، اورامی، قبادی، ولدبیگی، باجلان، کلهر، سنجابی، زنگنه، کاکاوند، ترکاشوند، گتوند، شوهانی، ملکشاهی، ارکوازی، بیرانوند، حسنوند، شادلو، زعفرانلو، مدانلو، جهانبیگلو، خواجه وند، عبدالملکی، عمارلو، جلالوند، رشوند، سیلاخوری، سپانلو، عقیلی، پازوکی، خزایی، سلگی و غیاثوند می‌باشند که قسمت اعظم آنان در منطقه وسیعی از شمال غرب و غرب ایران در سرحدات ترکیه و عراق از جنوب ماکو تا شمال لرستان الی خوزستان سکونت دارند و مراکز عمده شهری مانند تمامی ایلام، کُردستان و کرمانشاهان و غرب و جنوب دریاچه رضائیه در قلمرو اقوام کُرد قرار دارد.
کُردهای ایران همه از یک ریشه و نژادند و از آریاییان اصل هستند. از حیث نژادی کُردها را می‌توان خالص تر از سایر گروه‌های زبانی دانست و پاره‌ای از خصوصیات قدیم جسمانی ایرانیان را در آنها می‌توان یافت. زبان آنها از بازمانده زبانهای اصیل کهن ایرانی است و در بخشهای مختلف فرق می‌کند. اما دو لهجه کُردی اردلانی که در سنندج و اطراف رایج است و لهجه کُردی مکریانی که در مه‌آباد و اطراف رایج است دو لهجه اصلی زبان کُردی گویش کُردی مرکزی محسوب می‌شوند.
کُردان مردمی هستند زیبا با قد متوسط و شانه عریض و سینه سنگین برآمده دارای اندامی متناسب و کله‌ای متوسط، موهایشان سیاه کمی مجعد، پیشانی بلند، بینی عقابی، چشم‌های درشت به رنگ سیاه تند، با ابروهای پرپشت و گونه‌های برجسته و گلگون، این مردم بشره‌ای غالباً گندمگون و ریشی سیاه و کم پشت دارند.
پوشاک مردم کُرد را نیم تنه پنبه‌ای با شلواری بسیار گشاد و پیراهنی با آستین فراخ و بلند تشکیل می‌دهد. روی کت آنها ملیله دوزی شده مندیلی به سر می‌نهند. زنان کُرد با دامنی کوتاه و نیم تنه ملیله دوزی شده و شب کلاه ظریف از خوش پوشترین زنان اقوام ایران به‌شمار می‌آیند.
کُردهای سنی‌مذهب ابتدا خود را ایرانی می‌دانند و علاقه و وابستگی فراوانی به فرهنگ و تمدن ایرانی دارند و این واقعیت وجود دارد که حتی پارتیزانی‌ترین احزاب کُرد از تجزیه کشور حمایت نکرده‌اند. اسناد تاریخی ثابت می‌کند که وفاداری کُرد نسبت به ایران و موطن اصلی خویش بیش از سایر اتنیک‌های ایرانی‌نژاد بوده است.

### پیوستگی نژادی
مردم پیرانشهر منسوب به قوم باستانی ماد و آریایی‌نژادند و چون پیرانشهر مدت زیادی در تصرف بیگانگان نبوده ساختار قومی و نژادی آن یک‌نواخت و تکدیس باقی مانده است.
کردها مردمانی بومی هستند که امروز وارثان امپراتوری مادها می‌باشند کردستان بر اساس متون تاریخی و کاوش‌های باستان‌شناسی نخستین اقامتگاه اقوام بومی بوده که پیشینیهٔ آن‌ها به هزارهٔ سوم قبل از میلاد می‌رسد. بخشی از این اقوام (نیاکان کردهای امروزی) در منطقهٔ شرق و جنوب دریاچهٔ ارومیه ساکن شدند و نخستین دولت آریایی را به نام «ماد» در سرزمین ایران به وجود آوردند.

### منسوبیت اثنیکی
قاطبه اهالی شهر پیرانشهر را کردها که از اقوام اصیل آریایی هستند، تشکیل می‌دهند.

### انتمای زبانی
مردم این شهرستان به زبان کردی (گویش کردی مرکزی با لهجه مکریانی) تکلم می‌نمایند، ولی در مدارس و دانشگاه‌ها به زبان رسمی کشور ایران (فارسی) تحصیل می‌کنند، با این حال توضیح درس و شرح مطالب کتاب به زبان مادری است.
کُردی مکریانی نیز مانند دیگر لهجه‌های زبان کُردی در ایران، به طور قابل توجه با زبان فارسی آمیخته است و چندین لغت در یک جمله کُردی، فارسی است و هر قدر به سمت مناطق جنوب کُردستان ایران و شهرهای سقز، سنندج، کرمانشاه و ایلام پیش می‌‌رویم، درصد استفاده از لغات اصیل کُردی کمتر، و آمیختگی آن با زبان فارسی بیشتر می‌‌شود.
در مدارس و دانش‌گاه‌های این شهرستان، همانند دیگر مناطق اتنیکی کشور، آموزش نصف نصف به صورت برابر به دو زبان صورت می‌پذیرد. در این شهرستان نصف آموزش به زبان فارسی (متن کتاب) و نصف دیگر به زبان کردی (توضیح درس) صورت می‌گیرد. البته در صورت لزوم از زبان فارسی نیز جهت رفع ابهام بهره جسته می‌شود.
مردم ترک آذربایجانی در پیرانشهر امروزه از عناصر استحاله‌یافته در جمعیت شهر و شهرستان پیرانشهر محسوب می‌شوند. آنها امروزه زبان ترکی آذربایجانی را بر طاق نسیان نهاده، زبان کردی را به عنوان زبان اول پذیرفته و با داشتن آگاهی از اسلاف و افتخار ورزیدن به ریشهٔ آذربایجانی خود، به هویت اتنیکی-اجتماعی خود موجودیت می‌بخشند.
زبان مردم کردستان، کُردی و یکی از شاخه‌های زبان مادی است که خود جزء خانوادهٔ زبان‌های هند و اروپایی به حساب می‌آید. به علت وسعت زیاد مناطق کردنشین، این زبان دارای شاخه‌های اصلی و گونه‌های فرعی متعددی است. این تنوع زبانی موجب غنای شعر، ادبیات و موسیقی کُردی شده است؛ به طوری که بسیاری از منظومه‌های کُردی از حدود یک صد سال پیش به زبان‌های مختلف ترجمه شده است.
در کردستان ایران از دیرباز، ادبیات کُردی با زبان سورانی رایج بوده و انتخاب آن به عنوان زبان نوشتاری کُردی علل فراوانی دارد که مهم‌ترین آن‌ها عبارت اند از:
- ۱ کثرت تعداد کردهایی که در ایران به این لهجه سخن می‌گویند
- ۲ آسان بودن، روانی و پختگی این لهجه نسبت به سایر لهجه‌ها
- ۳ آشنایی سایر کردها با این لهجه و تدریس و کتابت آن از دیر باز

گفتنی است که جهت نگارش زبان کردی در ایران از رسم‌الخط فارسی با تعدادی علائم قراردادی خاص استفاده می‌شود.

### بافت دینی و مذهبی
پس از چیرگی عرب‌ها بر ایران مسلمان شدن مردم بومی پیرانشهر در آغاز به کندی صورت پذیرفت و در دهکده‌های پیرانشهر یا بخش‌های آن به دین اسلام گرویدند و امروزه مردم این سامان سنی شافعی هستند. امروزه بنا به آماری که به دست داده‌اند در شهر پیرانشهر جمعیت یهودی معتنابهی وجود ندارد.
پیرانشهر به همراه مراکز شهرستانهای اشنویه، بوکان، سردشت، مهاباد و میرآباد به عنوان شهرهای به لحاظ مذهبی و اتنیکی یک‌دست استان (کُردنشین و اهل سنت) شناخته می‌شوند چنان‌که در سایر مراکز شهرستانهای استان اختلاطی از آحاد دو ملت کُردستانی و آذربایجانی و ترکیبی از پیروان دو مذهب اهل تشیع و اهل تسنن زندگی می‌کنند و از این رو آن شهرها به عنوان شهرهای غیرمتجانس شناخته می‌شوند.
دین کُردها چه قبل از اسلام و چه در دوره‌های اسلامی با سایر اقوام ایرانی مشترک بوده است. طبق اسناد و آثار به دست آمده قبل از اسلام بیشتر مردم کردستان زردشتی بوده‌اند و امروزه اکثریت مردم این استان، مسلمان و سنی مذهب بوده و در انجام آداب و مناسک دینی از فقه امام شافعی پیروی می‌کنند.
پیرانشهر یک شهرستان مذهبی است یعنی زنان و مردان اینجا از عمق دل به آیین و دین و ارزش‌های معنوی پایبندند و همین مشترکات، آنان را با همه تنوع و چندگانگی به صورت یک جامعه متحد، یکدل و هم سو درآورده است که همواره از دین، استقلال و آزادی و سربلندی خود، دفاع کرده‌اند.

#### مساجد شیعیان
پیرانشهر دارای دو مسجد مخصوص شیعیان به نام‌های مسجد امام حسین و مسجد صاحب الزمان است که در مراسم‌های مذهبی مورد استفادهٔ شیعیان ساکن در پیرانشهر مانند نیروهای نظامی و انتظامی و کارمندان غیر بومی شیعه مذهب افرادی که محل کارشان در پیرانشهر است قرار می‌گیرد. مسجد صاحب الزمان فقط در ایام محرم باز می‌شود.

## فرهنگ

### آداب و رسوم
آداب و رسوم و فرهنگ مردم شهرستان برگرفته از آداب و فرهنگ آریائی‌ها بوده و هماهنگ با سایر ملت ایران مراسمات ملی و مذهبی را نیز برگزار می‌نمایند.
آیین‌هایی که در میان مردم پیرانشهر مرسوم است، در برگیرندهٔ جشن‌ها و اعیاد مذهبی، قومی و باستانی است که ریشه در باورهای مذهبی و تاریخی این مردم دارند. این جشن‌ها و اعیاد در بین مردم کردستان به عنوان پدیده ای اجتماعی و فرهنگی دارای سابقه ای تاریخی است که موجبات همبستگی و همیاری اجتماعی را در بین مردم فراهم آورده است. کردها در هر یک از جشن‌های ملی و مذهبی، فعالیت‌های زندگی، کارهای تولیدی، زراعت، دامداری، کوچ و مراسم و مناسک خاصی دارند. برخی از این مراسم تقریباً همانند سایر مناطق ایران برگزار می‌شود. از مهم‌ترین آیین‌های مذهبی نیز می‌توان به اعیاد فطر و قربان که دارای اهمیت خاصی اند، اشاره کرد.

#### جشن نوروز
مهم‌ترین و عمومی‌ترین جشنی که در میان مردم کردستان مرسوم است، برگزاری جشن نوروز است. جشن نوروز که یک مراسم سنتی و باستانی است، در اقصی نقاط کردستان به صورت خودجوش همراه با مراسم موسیقی حماسی و برپایی آتش برگزار می‌گردد.
سال نو با این عید شروع می‌شود. مراسم چهارشنبه سوری با برپا کردن آتش و از روی آن پریدن در آخرین چهارشنبه سال نیز معمول است سیزدهم فروردین نیز همچون نیز همچون سایر اقوام ایرانی به‌عنوان رو طبیعت و سیزده بدر مردم به خارج شهر و تفریحگاه‌ها می‌روند. یکی از رسم‌های دیگر که در ایام نوروز دیده می‌شود عیدی نوروزی یا نوروزانه است که اغلب کودکان و جوانان به در خانهٔ مردم و اقوام رفته و طلب عیدی نوروزی می‌کنند.
سایر اعیاد در بین مردم پیرانشهر از وجه دینی ایشان سرچشمه گرفته، بمانند عیدهای مولود، قربان، رمضان که در این عیدها هم مردم با نشاط و پوشیدن البسه مرتب به دید و بازدید نزدیکان برای تبریک و تهنیت می‌روند.

### رقص
رقص کردی در صور مختلف و بسیار زیبا اجرا می‌شود. زن و مرد دست در دست همدیگر قرار می‌گیرند و انواع رقص‌ها را اجرا می‌کنند که این نوع رقص مختلط را روش ره‌ش به‌له‌ک و خود رقص را هه‌ل په‌رین می‌گویند.

### لباس
لباس بارزترین نماد فرهنگی و از نیازهای نخستین انسان در طول تاریخ بوده است و نوع و مدل آن در کشورهای مختلف دنیا با یکدیگر تفاوت دارد. لباس کردی که تابع مقتضیات محیط و شیوهٔ زندگی مردم منطقه است، از تنوع بسیار زیادی برخوردار است. این لباس از عناصر بسیاری تشکیل یافته است که بعضی از اجزای آن با لباس اقوام مجاورشان مشترکند و برخی دیگر مشخصاً کُردی اند. اجزای پوشاک زنان و مردان کرد شامل تن‌پوش، سرپوش و پای‌افزار است.
نوع پوشش مردم پیرانشهر مانند سایر کردها خصوصیات منطقه مکریان است. لباس مردها دو تکه شامل شلواری بالا را گشاد و دم پای تنگ که در اصطلاح مردم منطقه آن را پاتول می‌گویند و پیراهنی از جنس و رنگ شلوار که آن را نیز که وا می‌نامند، می‌باشد ضمناً کمربندی پارچه ای بنام پشتیند یا پشت بند نیز بروی محل بستن شلوار بسته می‌شود. افراد مسن اغلب کلاه و دستمال یا اصطلاحاً جامعه رانی را به‌سر می‌بندند. زنان پیراهنی یکسره و از کمر چین دار و آستین‌های بلند به تن می‌کنند. زنان نیز شال به کمر می‌بندند روسری به سر می‌گذارند و شلوار به پا دارند. ضمناً جلیقه ای که در اصطلاح محلی کلیجه نامیده می‌شود به تن می‌کنند.

## معضلات شهری

### آلودگی هوا
آلودگی هوای پیرانشهر بیشتر به‌صورت گردوغبار است و این پدیده بر اثر طوفان‌های شن و وزش باد شدید در بیابان‌های جنوب غربی کشور عراق به وجود آمده و به‌خاطر ریز بودن ماندگاری زیادی در هوا دارند.

### ترافیک
افزایش جمعیت پیرانشهر، موجب افزایش تعداد وسایل نقلیه، حجم جابجایی‌ها و در نتیجه حجم ترافیک شده که این مسائل موجب بروز مشکلات عدیده‌ای در شهر به ویژه محدوده مرکزی شده است.
در پیرانشهر، توسعه معابر و ساماندهی ترافیک شهر، به خصوص معابر محدوده مرکزی شهر، مطابق با افزایش حجم ترافیک نمی‌باشد.

## معضلات اجتماعی

### حاشیه نشینی
حاشیه نشینی از معضلات اجتماعی شهرهای مختلف آذربایجان غربی من جمله پیرانشهر بوده که حل آن با چالش‌های بزرگی روبرو بوده است.
حاشیه نشینی در شهرهای ایران به شکل حلبی آباد ابتدا در تهران، تبریز، اصفهان و سایر شهرهای صنعتی پدیدار شد اما در زمان حاضر در ارومیه، بوکان، پیرانشهر، مهاباد، میاندوآب، سردشت و خوی نیز مناطق حاشیه نشین شکل گرفته است.
بر اساس بررسی‌های بعمل آمده از سال ۱۳۹۷ در شهر پیرانشهر ۱۵ محله حاشیه نشین با مساحتی بالغ بر ۸۵ هکتار وجود دارد که بیش از هزار خانوار با جمعیتی بالغ بر ۴ هزار نفر در این مناطق ساکن هستند.

## اقتصاد

### بازارچه مرزی
بازارچه مرزی تمرچین در ۱۱ کیلومتری شهرستان پیرانشهر در نقطه مشترک مرزی بین ایران و عراق واقع گردیده که به دلایل جغرافیایی، اقتصادی و امنیتی، از اهمیت ویژه ای برخوردار است. این بازارچه در سال ۱۳۷۴ افتتاح گردیده و با داشتن مساحتی ۲۵ برابر هزار متر مربع دارای ۳۶ غرفه است. عمدة کالاهای صادراتی این بازارچه عبارتند از سیمان، صنایع فلزی، میلگرد، مواد غذایی، لوازم صنعتی، میوه، فرش ماشینی و کالاهای وارداتی عبارتند از: ماشین آلات سنگین و قطعات و لوازم آنها، لوازم صوتی و تصویری، لوازم خانگی، پوشاک و با توجه به آمار و ارقام از کل صادرات بازارچه‌های کشور ۱۹/۸ درصد آن مربوط به صادرات بازارچه تمرچین پیرانشهر بوده که از نظر حجم و ارزش در بین بازارچه‌های مرزی کشور رتبه نخست را به خود اختصاص داده است. رشد گردشگری شهر پیرانشهر بعد از تأسیس بازارچه مرزی شدت گرفت؛ در واقع تا آن موقع مبادلات تجاری رونق فراوانی نداشت اما با شروع فعالیت‌های مرزی و واردات حجم زیاد کالا بر میزان مبادلات تجاری در شهر افزوده شد.

### واحدهای صنعتی
در مجموع ۶۳ واحد تولیدی در این شهرستان وجود دارد که در بخش‌های مختلف تولید سیم، کابل، مواد غذایی و سایر بخش‌ها فعالیت دارند.
عمده تولیدات واحدهای صنعتی این شهرستان صادراتی بوده و شهرک صنعتی این شهرستان یکی از فعال‌ترین شهرک‌های صنعتی آذربایجان غربی است.

### کارخانه قند
این کارخانه در سال ۱۳۴۷ توسط شرکت بلژیکی اوکماس و از طریق وزارت صنایع در ۵ کیلومتری جاده پیرانشهر-نقده واقع در استان آذربایجان غربی احداث شد، و طی سال‌های فعالیت خود، با استفاده از توانمندی‌های موجود از ظرفیت ۱۰۰۰ تن به ۲۵۰۰ تن چغندر در روز توسعه یافته است. محصول تولیدی این واحد ۳۰٬۰۰۰ تن شکر سفید و ۳ میلیون لیتر الکل طبی و ۱۵٬۰۰۰ تن تفاله خشک در سال می‌باشد. کارخانه قند پیرانشهر با جذب ۳۶۵ هزار تن چغندرقند، مقام دوم بیشترین چغندر تحویلی را در کشور کسب کرده است.

## گردشگری (سیاحت‌گری)
پیرانشهر دارای ۵ منطقه نمونه گردشگری شامل تفرجگاه پردانان، آبشار خرپاپ، کانی لوسه، سد کانی سیب، سد جلدیان، سدسیلوه، آبشار خرپاپ می‌باشد و همچنین ۳ روستای هدف گردشگری از جمله کهنه‌لاهیجان و خورنج در شهرستان پیرانشهر به ثبت رسیده است.

### روستای خورنج
روستای خورنج در پیرانشهر در فاصلهٔ ۲۰ کیلومتری شمال شرقی این شهر بر سر راه مهاباد نیز قرار دارد. این روستا در مجاورت منطقه ای قرار دارد که با سنگ‌های عظیم الجثه ای احاطه شده است و این سنگ‌ها به طرز شگفت‌انگیزی بر روی هم انباشته شده‌اند. در اطراف این روستا چندین تپهٔ باستانی با تاریخ قبل از اسلام و یک کتیبه و همچنین آثار یک دژ محکم کوهستانی شناسایی شده‌اند که حکایت از تاریخ کهن و پرفراز و نشیب این منطقه دارد. این سنگ‌ها به‌صورت تکه‌های حجیمی بر روی هم انباشت شده و منطقه گردشگری کندوان را در ذهن هر بیننده‌ای تداعی می‌کند.
سنگ‌های افسانه‌ای «خورنج» در سال ۱۳۹۹ در فهرست میراث طبیعی ملی کشور ثبت ملی شدند.

## مراکز فرهنگی و هنری
با استناد به گزارش اداره کل فرهنگ و ارشاد اسلامی در سال ۱۳۸۰ مراکز فرهنگی و هنری شهرستان پیرانشهر به شرح زیرمی باشد:
۱ کتابخانه عمومی(۲۷/۲ درصد از کتابخانه‌های عمومی استان) و ۱ سالن سینما با ظرفیت ۴۸۰ صندلی (۴۷/۵ درصد از گنجایش صندلی‌های سینماهای استان) و ۲ واحد عرضه محصولات فرهنگی (۵۶/۱ درصد از واحدهای عرضه محصولات فرهنگی استان) و ۲۴ مرکز بازی‌های رایانه ای (۴۸/۸ درصد از مراکز بازی‌های رایانه ای استان) و ۱ چاپخانه (۰۴/۲ درصد از چاپخانه‌های استان)

## آب شرب
حدود ۹۹٫۱ درصد از جمعیت تحت پوشش شبکه آب شرب شهری قرار دارند در حالی که میانگین آمار استانی برخورداری از خدمات آب شهری ۹۹٫۹۵ درصد است. پیرانشهر دارای ۲۹ هزار و ۱۴۳ فقره انشعاب آب است.

## ترابری
با استناد به آمارنامه سازمان مدیریت و برنامه‌ریزی استان مجموعه راه‌های پیرانشهر کلاً ۹/۳۲۱ کیلومتر است که شامل ۷/۸۱ کیلومتر راه آسفالته فرعی(۶۰/۴ درصد از کل راه‌های آسفالته فرعی) و ۸ کیلومتر راه فرعی شنی (۹۴/۲ درصد از کل راه‌های فرعی شنی استان) و ۷/۴۶ کیلومتر راه آسفالته روستایی (۶/۳ درصد از کل راه‌های آسفالته روستایی) و ۵/۱۸۵ کیلومتر راه شنی روستایی(۲۲/۶ درصد از کل استان) می‌باشد.
در شهرستان پیرانشهر ۴ شرکت تعاونی مسافربری فعالیت می‌کنند، این شهرستان دارای ده‌ها دستگاه اتوبوس بین شهری (۶۷/۰ درصد از کل اتوبوس‌های بین راهی استان) وتعدادی دستگاه مینی بوس بین شهری (۴/۰ درصد از مینی بوس‌های بین شهری استان) می‌باشد. در شهرستان پیرانشهر ۶ دستگاه مینی بوس کروس هیوندای با ظرفیت هر کدام ۱۸ نفر و ۹۳ دستگاه تاکسی درون‌شهری و ۱۳ دفتر تاکسی تلفنی با ۱۹۵ دستگاه خودرو به کار حمل و نقل مسافر می‌پردازند. مطالعه در وضعیت تصادفات شهرستان پیرانشهر نشان می‌دهد که در بهمن ماه ۱۳۸۰ در ۱۳ فقره تصادفی که در سطح شهر رخ داده است (۵۴/۱ درصد از کل تصادفات استان) ۱۰ فقره را خسارت مالی و ۱۰ فقره را جراحت جانی در پی داشته است که از نظر تعداد تصادفات شهرستان پیرانشهر در رتبه نهم قرار گرفته است.

### جاده ۲۶
جاده ۲۶ جاده‌ای است که شمال غرب ایران را از میاندوآب به مهاباد و پیرانشهر وصل می‌کند. قسمتی از این جاده مابین میاندوآب و میانه اتوبان ستارخان نام دارد.
راه ارومیه به بانه، راه نقده به جلدیان، و راه مهاباد به پیرانشهر شبکهٔ راه‌های ارتباطی درون‌بومی این شهرستان را تشکیل می‌دهند. راه پیرانشهر به کرکوک ارتباط برون‌مرزی این شهرستان را برقرار می‌کند.

### فرودگاه
فرودگاه خانه پیرانشهر فرودگاهی نظامی است که در شمال پیرانشهر در استان آذربایجان غربی ایران قرار دارد. طول باند این فرودگاه ۷۰۰ متر است.

## مراکز آموزشی

### دانشگاه‌ها
پیرانشهر دارای دو دانشگاه شامل دانشگاه آزاد اسلامی و دانشگاه پیام نور است.

#### دانشگاه آزاد اسلامی واحد پیرانشهر
دانشگاه آزاد اسلامی واحد پیرانشهر یک دانشگاه آزاد در شهر پیرانشهر واقع در استان آذربایجان غربی است. این مرکز در سال ۱۳۹۰ تأسیس و با پذیرش دانشجو در مقطع کاردانی فعالیت علمی-آموزشی خود را آغاز نمود. در حال حاضر دانشگاه آزاد پیرانشهر در ۳۵ رشته و در مقاطع کاردانی و کارشناسی پیوسته و ناپیوسته اقدام به پذیرش دانشجو می‌کند. در حال حاضر در این مرکز بیش از ۳۰۰ دانشجو در حال تحصیل و همچنین ۴ عضو هیئت علمی در آن مشغول به فعالیت می‌باشند. تاکنون ۶۰ مقاله علمی و - مقاله ISI از این مرکز در نشریات و همایشهای داخلی و خارجی منتشر شده است.

#### دانشگاه پیام نور پیرانشهر
دانشگاه پیام نور واحد پیرانشهر در سال ۱۳۸۲ با موافقت اصولی (اولیه) سازمان مرکزی دانشگاه پیام نور کشور تأسیس گردید و تاکنون به صورت واحد به فعالیت خود ادامه داده است. این دانشگاه به عنوان تنها دانشگاه دولتی شهرستان شناخته می‌شود.

## بهداشت و درمان
شهرستان پیرانشهر دارای ۲ بیمارستان است که یکی از آنها (۱۶/۴ درصد از بیمارستان‌ها) با ۸۰ تخت (۱۵/۲ درصد از تخت‌های بیمارستانی استان) و ۱ رادیولوژی دولتی (۵ درصد از رادیولوژی‌های دولتی استان) و فاقد رادیولوژی خصوصی است. شهرستان پیرانشهر دارای ۷ مرکز بهداشتی درمانی (۷۴/۳ درصد از مراکز بهداشتی درمانی استان) که ۲ واحد آن شهری و ۵ واحد آن روستایی است می‌باشد. این شهرستان دارای ۳۸ خانه بهداشت (۵۵/۴ درصد از خانه بهداشتهای استان) و ۴ داروخانه خصوصی (۴۶/۲ درصد از داروخانه‌های خصوصی استان) و ۱ آزمایشگاه دولتی (۵ درصد از ازمایشگاه‌های دولتی استان) و ۱ آزمایشگاه خصوصی (۲۲/۲ درصد از آزمایشگاه‌های خصوصی استان) و ۱ مرکز بهداشت (۱۴/۷ درصد) می‌باشد و در این شهرستان ۲۱ پزشک عمومی(۳۷/۲ درصد از پزشکان عمومی‌های استان) و ۱۲ پزشک متخصص (۰۲/۲ درصد از پزشکان متخصص استان) و ۲ دندانپزشک (۸۵/۰ درصداز دندانپزشک استان) به ارائه خدمات بهداشتی می‌پردازند.

## خدمات فنی
شهرستان پیرانشهر دارای ۳ جایگاه عرضه سوخت (۵/۲ درصد از جایگاه‌های عرضه سوخت استان) برای عرضه سوخت‌های بنزین، گازوئیل و نفت سفید می‌باشد.

## خدمات ورزشی و تفریحی
شهرستان پیرانشهر دارای ۱ میدان فوتبال چمن و ۱ میدان فوتبال خاکی می‌باشد. هم چنین این شهرستان دارای ۲ زمین والیبال و بسکتبال سرپوشیده و فاقد زمین والیبال و بسکتبال روباز است. همچنین در مورد سایر رشته‌های ورزشی شامل ژیمناستیک، تنیس روی میز، شطرنج، بدمینتون و دارای ۱ میدان روباز و ۲ میدان سرپوشیده است.

## خدمات بانکی
شهرستان پیرانشهر در سال ۱۳۸۰ دارای ۸ شعبه بانکی (۶۷/۱ درصد از شعبات بانکی کل استان) و شعبه ارزی می‌باشد. شعبات بانکی شهرستان پیرانشهر به تفکیک زیر است:
بانک ملی ۲ شعبه، بانک ملت ۱ شعبه، بانک تجارت ۱ شعبه، بانک صادرات ۱ شعبه، بانک کشاورزی ۱ شعبه. بانک مسکن ۱ شعبه، بانک سپه ۱ شعبه و مؤسسه مالی و اعتباری بنیاد یک شعبه دارد.

## خدمات ارتباطی
شهرستان پیرانشهر دارای ۱ اداره پست (۶۶/۶ درصد از ادارت پستی استان) و ۵ نمایندگی پست می‌باشد.
در شهرستان پیرانشهر، ۶۵۱۲ تلفن نصب شده (۹۸/۱ درصد از تلفن‌های منصوبه استان) که از این تعداد ۵۷۶۹ تلفن (۹۴/۱ درصد از تلفن‌های مشغول بکار استان) مشغول بکار هستند. از تلفن‌های مشغول بکار شهرستان ۴۸۸۷ تلفن برای واحدهای مسکونی و ۵۴۸ تلفن برای واحدهای تجاری و ۳۳۴ تلفن در واحدهای دولتی مشغول بکار هستند. شهرستان پیرانشهر دارای ۵۲ تلفن همگانی داخل شهری (۹۵/۲ درصد از تلفن‌های همگانی داخل شهری استان) و ۸ تلفن همگانی راه دور (۴۹/۲ درصد از تلفن‌های همگانی راه دور استان) مشغول بکار هستند.
ضریب نفوذ اینترنت در شهرستان پیرانشهر ۸۵٪ بوده و با توجه به کوهستانی بودن و ضعیف بودن دستگاه‌های گیرنده تلویرزیونی و رادیوئی حدوداً ۷ شبکه تلویزیونی و ۵ گیرنده رادیوئی بوده البته در بعضی از جاها متفاوت می‌باشد.

## کشاورزی
زمین‌های قابل کشت و دشت‌های وسیع، آب نسبتاً زیاد و بارور بودن زمین‌ها باعث شده است که بیشتر مردم شهرستان پیرانشهر در زمینهٔ کشاورزی کسب روزی کنند. آب کشاورزی از چشمه‌ها، رودخانه‌ها و چاه تأمین می‌شود. محصولتی چون گندم، جو، چغندر، قند، نخود، آفتابگردان و محصولات باغی چون گردو، سیب، توت، انگور و … کشت غالب در منطقه می‌باشند. استفاده از ادوات و ماشین‌های کشاورزی در کشاورزی این منطقه معمول می‌باشد. درآمد نسبتاً مناسب کشاورزی باعث شده که اغلب مردم آن را به عنوان شغل اول یا دوم اختیار کنند.

## خدمات عمومی
بنا به گزارش سازمان مدیریت و برنامه‌ریزی استان در سال ۱۳۸۰ شهرداری شهرستان پیرانشهر دارای ۴ رفتگر (۳۷/۰ درصد از رفتگران استان) است و این افراد با ۵ ماشین از نوع کمپرسی کار نظافت و دفع زباله‌های شهری را بر عهده دارند و در این شهرستان ۷۰ زباله دان نصب شده است. این شهرستان دارای ۲ گرمابه عمومی با ۱۴ دوش و ۱ گرمابه خصوصی با ۱۰۰ دوش می‌باشد. بنابه همین گزارش این شهرستان دارای ۲ واحد سرویس بهداشتی در سطح شهر می‌باشد.

## معادن
پیرانشهر به دلیل داشتن سنگ‌های گرانیت دارای شهرت جهانی است. ذخایر شناخته شده سنگ‌های گرانیت (سبز، مشکی و سفید) این شهرستان چهار میلیون تن برآورد می‌شود که به لحاظ تنوع رنگ و طرح استحکام در ایران و جهان منحصر به فرد است. سینیتهای سبز پیرانشهر در نوع خود در دنیا منحصربه‌فرد هستند و تنها یک توده کوچک مشابه آن در کشور ایتالیا وجود دارد، به‌طوری‌که در موزه ایتالیا نگهداری می‌شود. شهرستان پیرانشهر پس از منطقه لرستان به عنوان دومین منطقه دارای معادن سنگ گرانیت کشور شناخته شده است.
با در نظر گرفتن طبیعت بکر و دست نخورده پیرانشهر و علم به کوهستانی بودن این منطقه و نقش کوه‌ها در بروز معادن سنگ، پیرانشهر دارای معادن غنی سنگ می‌باشد. بیش از ۸۰ درصد معادن سنگ‌های گرانیت آذربایجان غربی در این شهرستان واقع شده‌اند. این شهر با داشتن ۶۵ معدن گرانیت و تولید سالانه ۳۰۰ هزار تن سنگ گرانیت یکی از قطب‌های مهم کشور در تولید سنگ گرانیت به‌شمار می‌رود. سنگ‌های تزئینی معادن پیرانشهر به‌طور عمده گرانیت رنگی با کیفیت بی‌نظیر در ایران، یکی از بزرگ‌ترین اقلام صادرات استان را تشکیل می‌دهد. علاوه بر گرانیت معادن سنگ مرمر نیز به تعداد زیاد وجود دارند. بسیاری از این معادن بعلت‌هایی چون هزینه گزاف، امنیت و مشکلات ثبتی بهره‌برداری نشده‌اند. معادن سنگ نیز در فراهم آوردن فرصت شغلی و درآمد مناسب سهمی بسزا برای مردم پیرانشهر داشته‌اند.

### معدن طلا
آذربایجان غربی رتبه نخست کشور را از نظر ذخایر و تولید طلا در اختیار دارد. سومین معدن طلای آذربایجان غربی در شهرستان پیرانشهر واقع شده است. این معدن با ذخیره ۱۹۶ هزار تن کان سنگ طلا با عیار طلای ۳۸ / ۱ گرم در تن در منطقه پیرانشهر شناسایی و کشف شده است. دو معدن دیگر طلای استان آذربایجان غربی در شهرستان تکاب، واقع شده‌اند.

## صنایع دستی و هنرهای سنتی
شهرستان پیرانشهر هنرمندان زیادی دارد که در جای جای این شهرستان آثاری فاخر از خود به نمایش می‌گذارند.
پیرانشهر همچون سایر مناطق ایران تعدادی از رشته‌های صنایع دستی را در طول سالیان متمادی در دامن خود پرورده است و صنعتگران خوش ذوق و خلاق آن مصنوعات زیبایی به علاقمندان هنر ایرانی عرضه کرده‌اند. در گذشته رشته‌های متعددی در این شهر رایج بوده‌اند که به مرور زمان و با توجه به دلایل مختلف از جمله پیدایش زندگی ماشینی و جایگزینی مصنوعات صنعتی، صنایع دستی در انزوا قرار گرفته است ولی هم‌اکنون نیز رشته‌هایی مانند نساجی سنتی، قالیبافی، گلیم بافی، گیوه دوزی، پالان‌دوزی، بافتنیهای سنتی وصنایع چوبی در پیرانشهر رواج دارد.
- قالی بافی[۱۱۵]
- ریزه کاری
- شیشه‌گری
- چرم دوزی
- گلیم بافی
- سفال‌گری
- نساجی سنتی
- بافتنی‌های سنتی
- سجاده‌بافی
- تراش سنگ‌های قیمتی
- مشبک کاری چوب
- معرق کاری روی چوب
- منبت کاری

## غذاهای سنتی
- کاردوپلاو (کاردوپلو)
- شانی کباب (نوعی شامی‌کباب)
- دلمه برگ مو
- دلمه برگ کلم
- کوفته
- دوکلیو (نوعی آش دوغ)
- کلانه یا که‌لانه (نان‌های روغنی)
- بربه سل
- کنگر
- بلغور
- سنگه سیر
- نیسکینه
- ماشینه
- شورمزه
- کوکوسبزی
- گیلاخه

## دیگر استعمالات
- پیرانشهر یا خیابان پیرانشهر نام یکی از محله‌های مهم شهر کرمان است
- پیرانشهر نام یکی از نواحی شهر لاهیجان در استان گیلان است
- از پرشین هتل تا پیرانشهر، نام یک کتاب در رابطه با جنگ ایران و عراق